# Schwedt/Oder
Schwedt/Oder [ʃveːt] ist die einwohnerreichste Stadt im Landkreis Uckermark im Nordosten des Landes Brandenburg. Sie liegt an der Oder, die hier die Grenze zu Polen bildet, und hat die Funktion eines Mittelzentrums.
Im Jahr 2008 wurde Schwedt nach acht Nationalparkgemeinden als erster Stadt Deutschlands der Titel Nationalparkstadt verliehen, der auf den Nationalpark Unteres Odertal verweist und seit 2013 auch als offizieller Beiname der Stadt geführt wird.

## Geografie
Schwedt/Oder liegt im Osten der Uckermark, einer seenreichen Landschaft zwischen unterer Oder und oberer Havel. Die Uckermark ist gekennzeichnet durch von der Eiszeit hinterlassene Grundmoränenplatten und Endmoränenhügel. Die Stadt wurde auf einer Sanderterrasse, die nur wenig über den ausgedehnten Poldern des Odertals liegt, gebaut. Am Schwedt gegenüberliegenden Ostufer der Oder erheben sich markant steile Hänge des auf polnischer Seite verlaufenden Endmoränenbogens. Zwischen der Stadt und der Oder verläuft die Hohensaaten-Friedrichsthaler Wasserstraße, ein Kanal, als Teil der Havel-Oder-Wasserstraße parallel zum Grenzfluss.
Zwischen der Oder und der Hohensaaten-Friedrichsthaler Wasserstraße befindet sich eine naturnahe Auenlandschaft mit einem Reichtum an Flora und Fauna, der in Mitteleuropa äußerst selten ist. Dieses Gebiet wurde 1995 zum Nationalpark Unteres Odertal erklärt.
Mit einer Fläche von rund 360 km2 gehört Schwedt/Oder zu den flächengrößten Gemeinden Deutschlands.
Nächstgelegene größere Städte im weiteren Umkreis sind Stettin jenseits der deutsch-polnischen Grenze in knapp 50 Kilometer Entfernung sowie Berlin und das ebenfalls in Polen gelegene Gorzów Wielkopolski in jeweils knapp 100 Kilometer Entfernung.

## Stadtgliederung

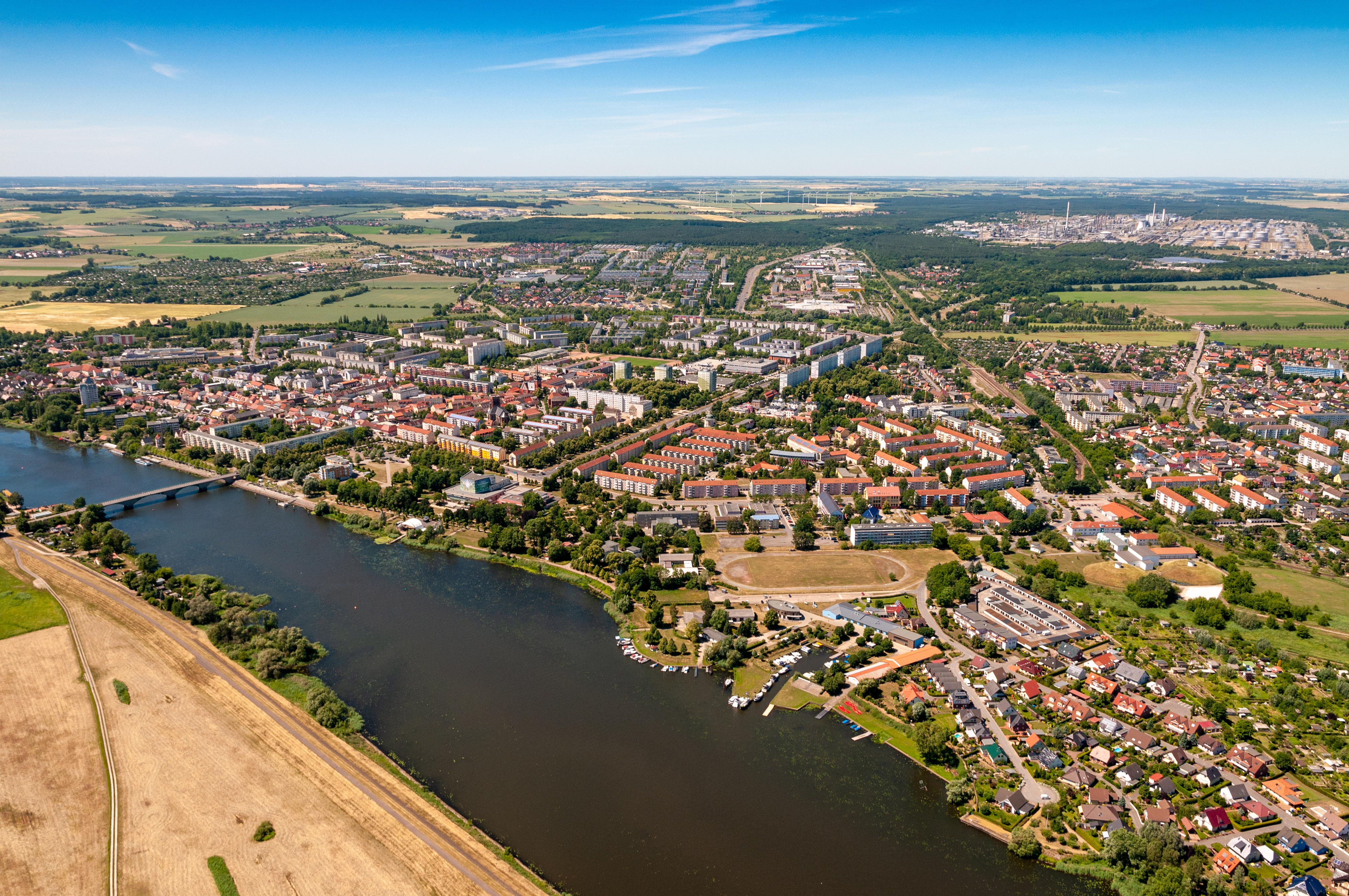
Stadtansicht

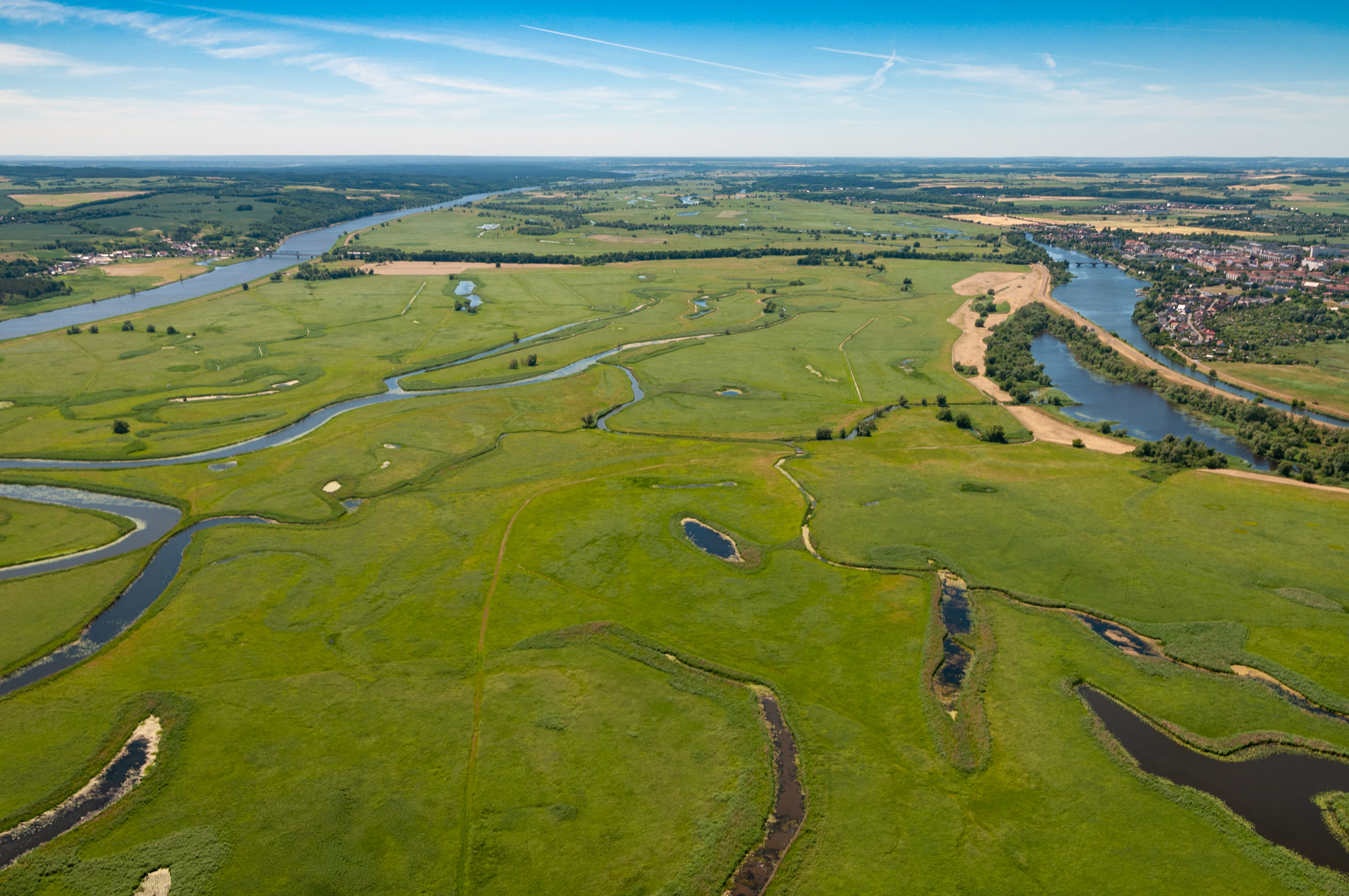
Polderwiesen, rechts Schwedt

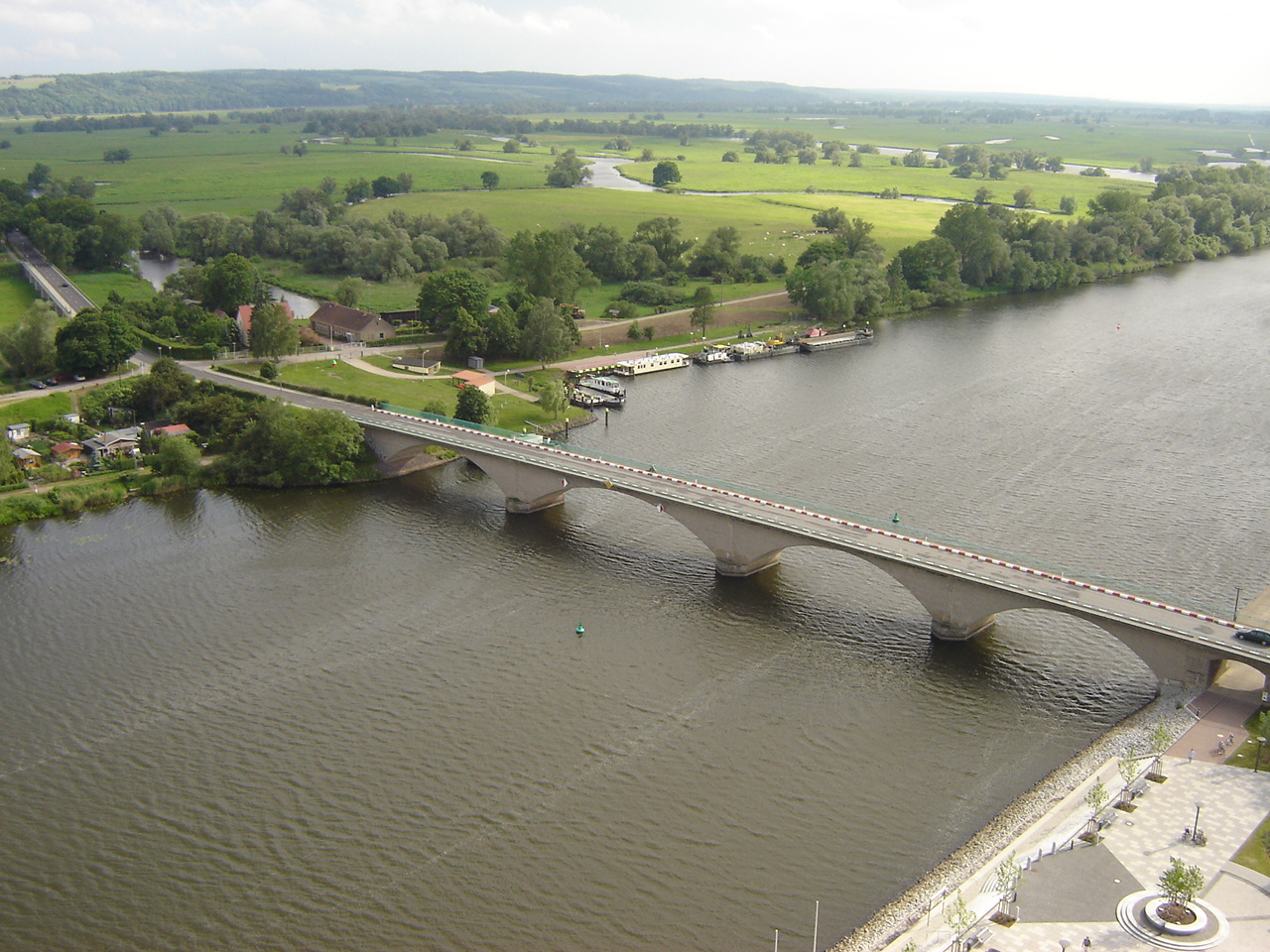
Schwedter Brücke über die „alte Oder“, Blick zum Polder im Nationalpark Unteres Odertal

Die Stadt Schwedt/Oder in folgende Orts- und Stadtteile (die Stadtteile laut Hauptsatzung).
Stadtteile
- Am Waldrand
- Kastanienallee
- Neue Zeit
- Talsand
- Zentrum

Ortsteile
- Berkholz-Meyenburg mit den Wohnplätzen Berkholz und Meyenburg
- Blumenhagen mit den Wohnplätzen Neue Mühle und Wildbahn (teilw. zu Hohenfelde)
- Briest
- Criewen mit dem Wohnplatz Vorwerk
- Felchow
- Flemsdorf mit dem Wohnplatz Johannishof
- Gatow
- Grünow
- Heinersdorf mit den Wohnplätzen Försterei Berkholz und Torfbruch
- Hohenfelde mit den Wohnplätzen Grenzhaus, Teerofenbrücke und Wildbahn (teilw. zu Blumenhagen)
- Jamikow mit dem Wohnplatz Ausbau
- Kummerow
- Kunow mit den Wohnplätzen Niederfelde und Vogelsangsruh
- Landin mit den Wohnplätzen Augustenhof, Hohenlandin, Julienwalde und Niederlandin
- Passow/Wendemark mit den Wohnplätzen Passow und Wendemark
- Schöneberg mit den Wohnplätzen Alt-Galow, Neu-Galow und Stützkow
- Schönermark
- Schönow
- Stendell mit den Wohnplätzen Kavelheide und Herrenhof
- Vierraden mit den Wohnplätzen Achterhöfe und Ausbau Gatow
- Zützen mit dem Wohnplatz Karlsberg

Zur Kernstadt Schwedt gehören des Weiteren die Wohnplätze und Siedlungen
- Beyerswald
- Kuhheide
- Monplaisir

## Geschichte

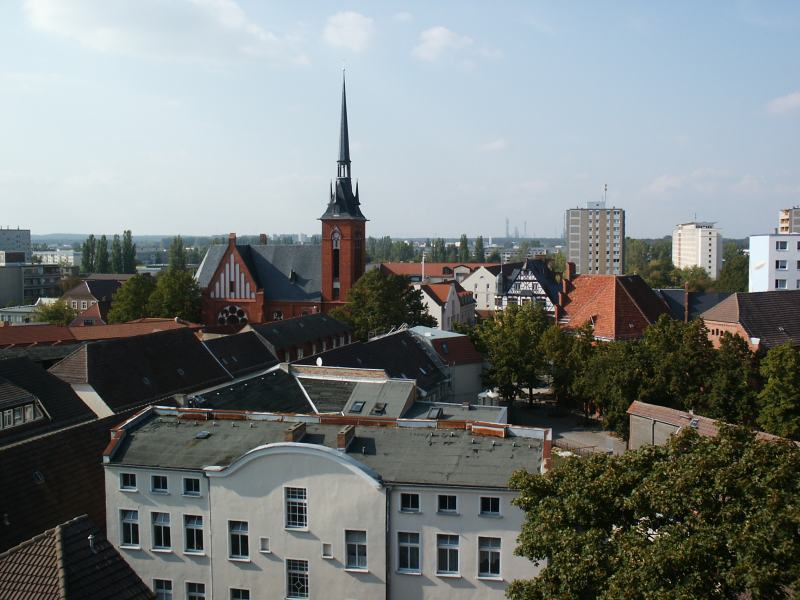
Blick über die Altstadt von Schwedt

Im Umfeld von Schwedt gibt es vorgeschichtliche Besiedlungsspuren (Bronzezeit ca. 1000 v. Chr.).
Germanische Stämme (Semnonen, Stammvolk der Sueben) besiedelten das Gebiet seit der Bronzezeit.
Am 23. August 1265 wurde Schwedt erstmals in der Form „Scwet“ urkundlich erwähnt. Der Name kommt aus dem Slawischen und bedeutet „Licht“. Im Jahr 1354 wurde Schwedt von Ludwig dem Römer an Pommern abgetreten und von 1428 bis 1432 an den Hofbankier der Pommernherzöge, Rule Lindstedt, für 2.400 Stettiner Pfennige verpachtet.

### Frühe Neuzeit
1481 erwarb Johann I. von Hohnstein die Herrschaft Schwedt. Durch die Hohnsteins erlebte die Stadt einen ersten Aufschwung. Insbesondere wurden Straßen, Brücken und Dämme gebaut. Kurz hintereinander wurden der Oderzoll (1505) und das Stadtrecht (1513) erneuert. Vierraden erhielt nach dem Schwedter Vorbild 1515 eigenes Stadtrecht. Aber auch kirchliche Dinge wurden durchgesetzt: die Reformation und die Neuausstattung der Katharinenkirche. 1587 erneuerte man ein weiteres Mal das Stadtrecht. Mit dem Tode Martins von Hohnstein starben die thüringischen Herrscher 1609 aus, und gleichzeitig ging die erste glanzvolle Zeit Schwedts zu Ende.
Schwedt wurde auch nicht vom Dreißigjährigen Krieg verschont, da die Stadt ein wichtiger Kreuzungspunkt der Straßen von Stettin und Prenzlau nach Berlin und Frankfurt (Oder) war. In fast zwanzig Jahren wurde Schwedt 32 Mal geplündert. 1626 stellten Schwedt und Vierraden 25 bzw. neun bewaffnete Ritter mit Knechten für das Landesaufgebot. 1631 befand sich das Feldlager des schwedischen Königs Gustav Adolf bei Schwedt. 1637 wurde Schwedt wieder von kaiserlichen Söldnern besetzt. Die Schweden unter der Führung von General Banér forderten die Kapitulation, aber man gab nicht nach. So schoss der General Brandkugeln auf die Stadt, so dass sie in Flammen unterging. Zum Schluss waren es wohl nur noch 26 Bürger, die dort blieben.
Nach dem Dreißigjährigen Krieg verpfändete Friedrich Wilhelm (der Große Kurfürst) – aus Geldmangel – Schwedt für 25.000 Taler an den Grafen Varrenbach. Dieser wollte aus seinem Pfandobjekt so viel Gewinn wie möglich herausholen und unterdrückte die Bevölkerung. Als der Erfolg nicht seinen Erwartungen entsprach, trat er die Herrschaft für 26.500 Taler an die zweite Gemahlin des „Großen Kurfürsten“, Dorothea, ab. Durch Kauf von weiteren Adelssitzen wurde Schwedt so groß, dass es drei Städte, drei Schlösser, 33 Dörfer und 24 Vorwerke umfasste.

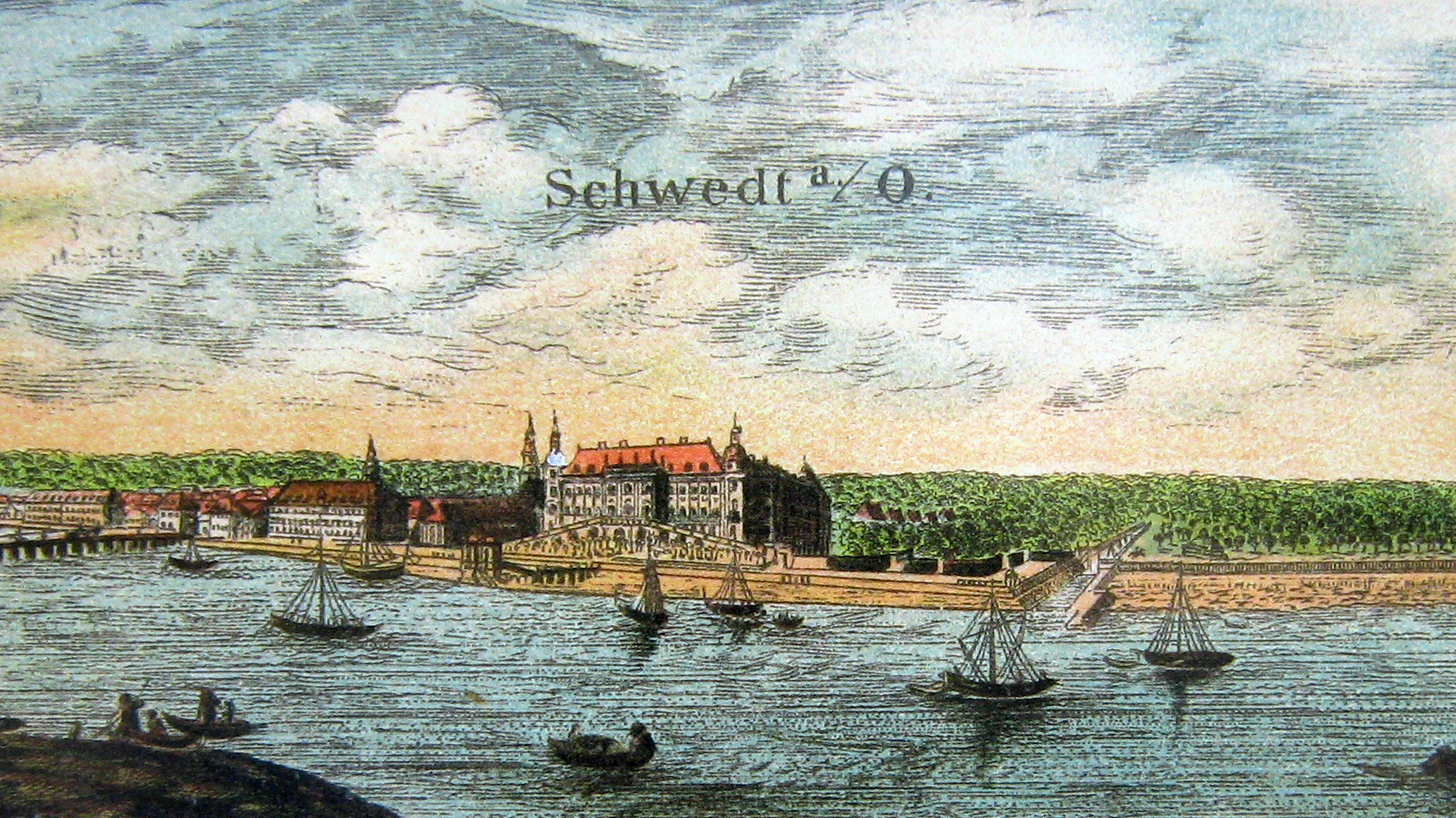
Schwedter Schloss, Darstellung von 1669. Das später umgebaute Schloss wurde 1945 zerstört und die Ruine 1962 gesprengt. 1972 entstand an derselben Stelle das Kulturhaus.

Kurfürstin Dorothea widmete sich intensiv dem Wiederaufbau des im Dreißigjährigen Krieg beschädigten Schwedter Schlosses und der wirtschaftlichen Entwicklung der Stadt. So warb sie einen holländischen Fachmann an, der im Frühjahr 1686 mit den angesiedelten französischen Hugenotten die Tradition des uckermärkischen Tabakanbaus begründete. Ende des 18. Jahrhunderts war die Uckermark mit 4.400 Hektar Anbaufläche das größte zusammenhängende Tabakanbaugebiet Deutschlands. Mit drei Zigarrenmanufakturen war Tabak der wichtigste Wirtschaftsfaktor in Schwedt. Der letzte tabakverarbeitende Betrieb (VEB Rohtabak Schwedt, 1953 gegründet) wurde kurz nach der Wende 1989/1990 geschlossen und einige Jahre später vollständig abgetragen. Heute verweisen nur noch einige Tabakfelder und ungenutzte Tabakscheunen auf diese Tradition. In einer denkmalgeschützten Tabakscheune ist das Tabakmuseum im Ortsteil Vierraden mit der größten Sammlung zum Tabakanbau der Region untergebracht.

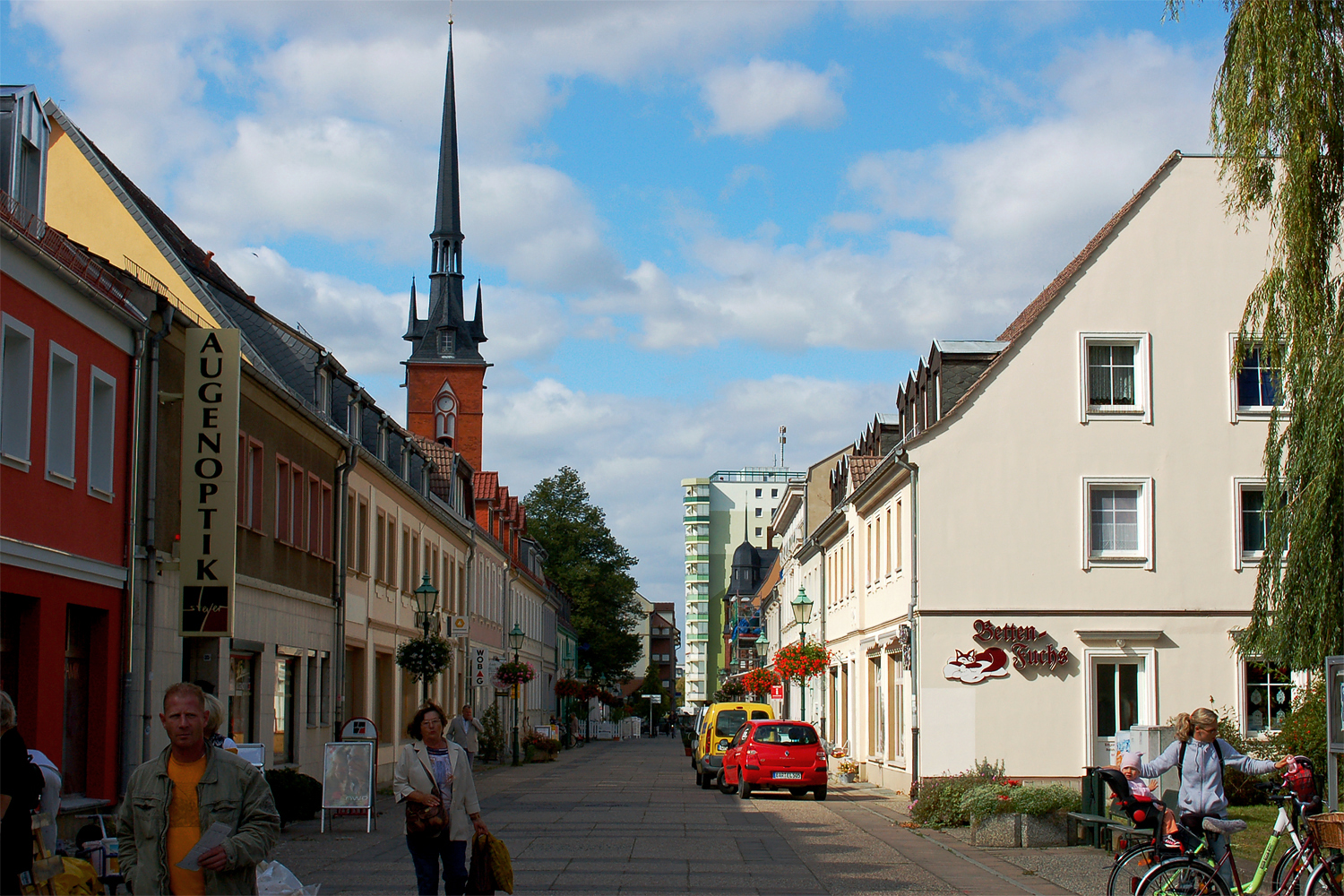
Altstadt und Turm der katholischen Kirche St. Mariä Himmelfahrt

Bereits im 17. Jahrhundert war jüdisches Leben in Schwedt ansässig, denn aus dieser Zeit stammt der Jüdische Friedhof im Bereich Helbigstraße/Schulweg, der sich bis in die Gegenwart erhalten hat und besichtigt werden kann.
1689 wurde Schwedt Residenz der Markgrafen von Brandenburg-Schwedt, einer Nebenlinie der Hohenzollern, 1788 erlosch diese Herrschaft.

### Aufklärung
Am 6. Oktober 1713 schlossen Friedrich Wilhelm I. (Preußen) und der russische General Alexander Danilowitsch Menschikow einen Friedensvertrag, nachdem Vorpommern in preußischen Besitz gelangt war.
1744 weilte die spätere Zarin Katharina II. in Schwedt.
Im Siebenjährigen Krieg drangen mehrfach russische Kosaken bis Schwedt vor.
Der letzte Markgraf Friedrich Heinrich (Brandenburg-Schwedt) (1771–1788) machte aus Schwedt eine Kulturstadt. In der Orangerie des Schwedter Schlosses richtete er eines der ersten Theater in Deutschland ein. Hier fanden die ersten Sing- und Schauspiele statt. Von der barocken Anlage ist nur noch ein Teil der Gartenanlage sowie das Jagdschloss Monplaisir erhalten.

### 1800 bis 1945

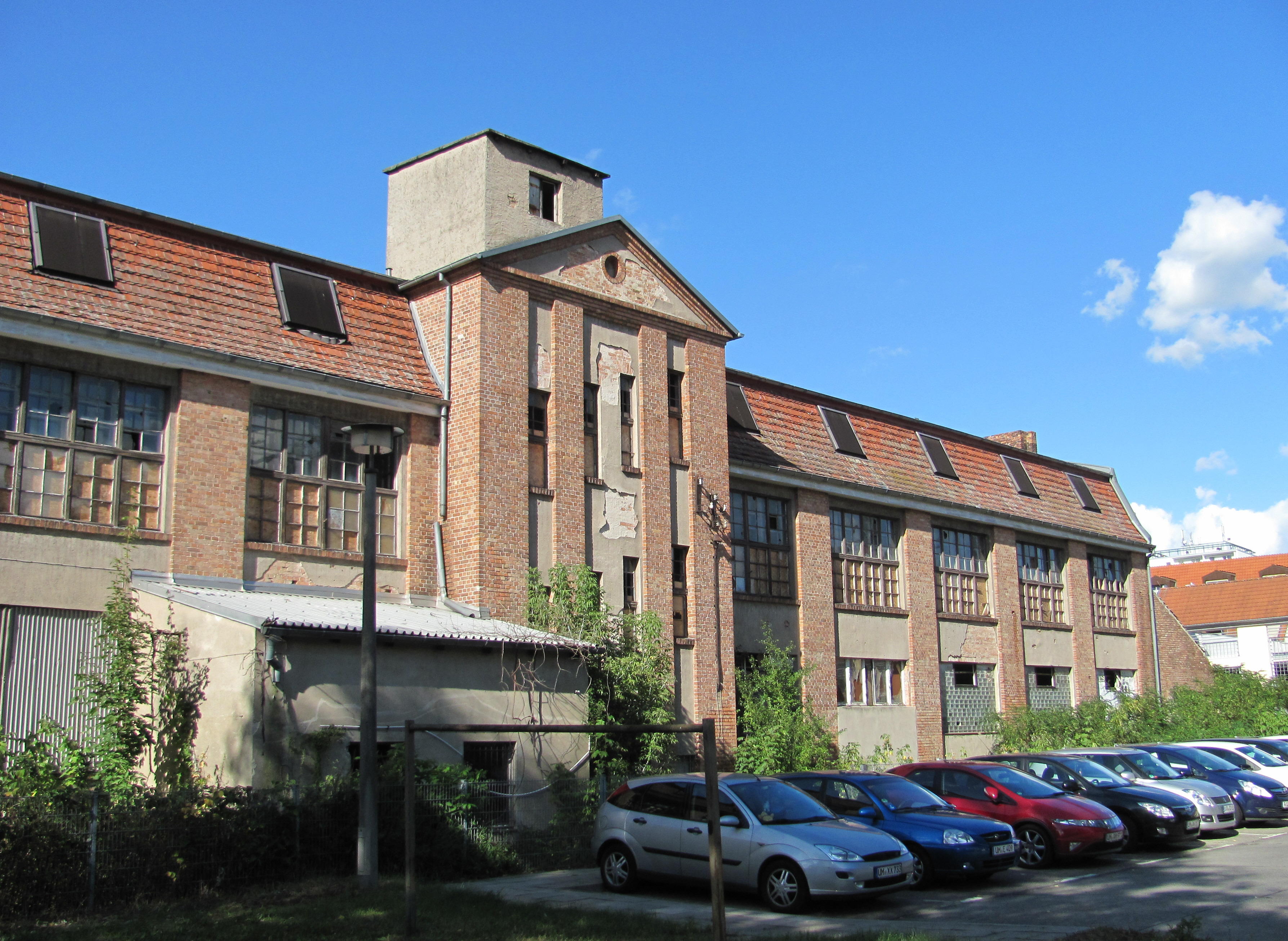
Ehem. Zigarettenfabrik „Dieterle“

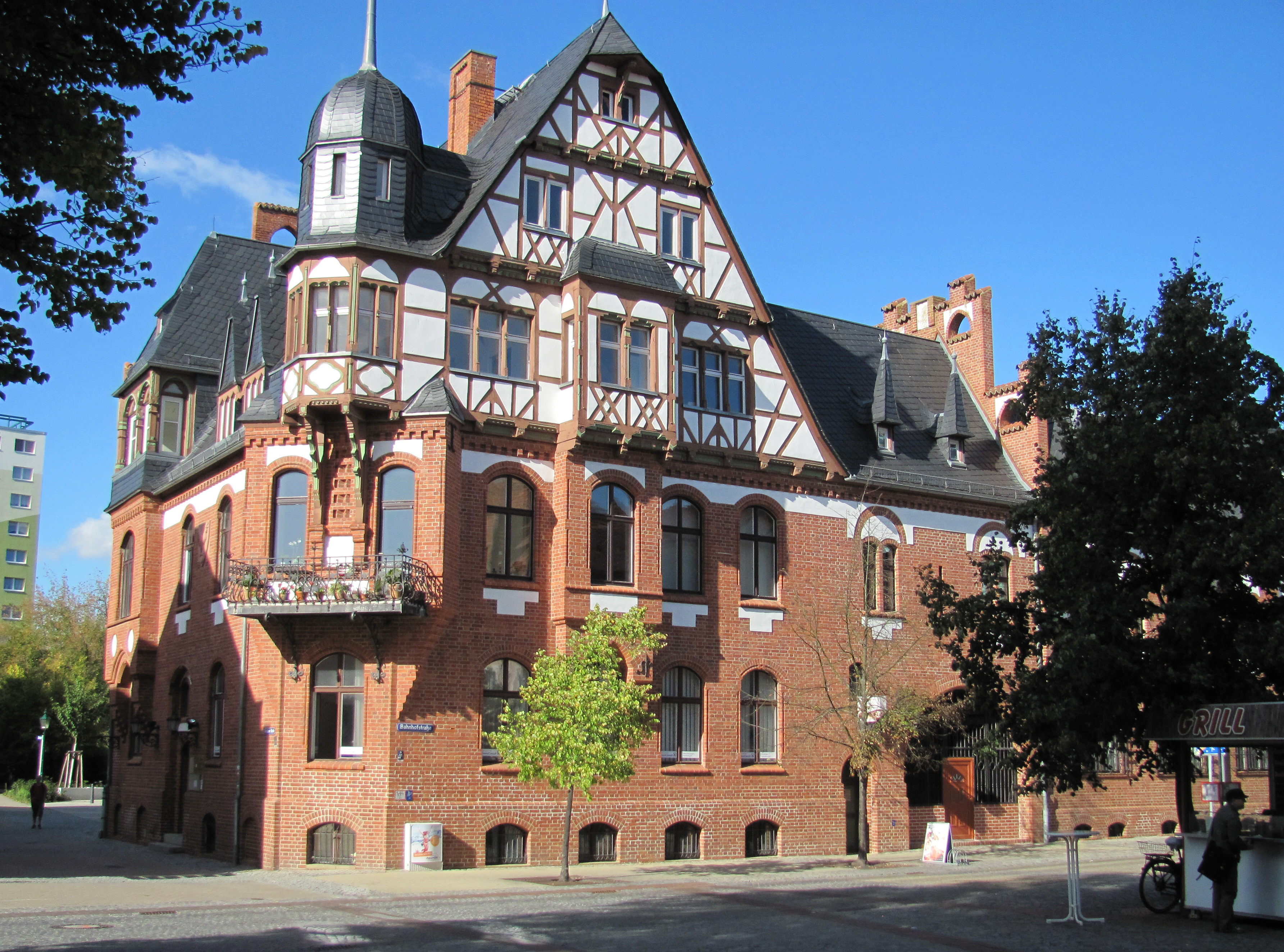
Ehem. Stadtmühle und Seifenfabrik

Am 25. Juni 1812 wurden 37 jüdische Familien zu „Inländern“ erklärt.
1815 erwarb das Schwedter Dragonerregiment im Feldzug gegen Napoleon den „Schwedter Adler“ als Traditionsabzeichen (Schwedt war von 1770 bis 1937 Garnisonsstadt).
Die Schwedter Gasanstalt wurde 1865 errichtet, 1873 bekam die Stadt einen Eisenbahnanschluss (von und nach Angermünde). Der Anschluss an das Fernsprechnetz erfolgte 1893, an Kanalisation und Wassernetz 1908. Zwischen 1904 und 1932 fanden umfangreiche wasserbauliche Maßnahmen im unteren Odertal mit dem Ziel des Hochwasserschutzes, der Bereitstellung landwirtschaftlicher Nutzfläche und der Hohensaaten-Friedrichsthaler-Wasserstraße statt.
Schwedter Juden errichteten 1862 an der Harlanstraße 1 eine Synagoge. Die Nationalsozialisten plünderten die Synagoge am 9. November 1938. Wegen der Gefahr für die umliegenden Häuser wurde sie von den Nationalsozialisten nicht in Brand gesetzt. Die Juden mussten sie schließen. Wenig später rissen die Nationalsozialisten sie ab. 1868 wurde eine Mikwe in der Gartenstraße hinter der Stadtmauer gebaut, die nach ihrer Verschüttung 1993 wieder zugänglich gemacht wurde.
Im Ersten Weltkrieg hatte Schwedt 240 Gefallene zu beklagen.

### Ende des Zweiten Weltkrieges
Am Ende des Zweiten Weltkrieges war Schwedt über zwei Monate lang heftig umkämpft. SS-Obersturmbannführer Otto Skorzeny wurde hier eingesetzt. Am 31. Januar 1945 bildete er mit einigen zusammengewürfelten Verbänden östlich der Oder um Niederkränig einen Brückenkopf. Von dort sollte später eine Gegenoffensive gegen die Rote Armee eingeleitet werden, die jedoch nie zustande kam. Skorzeny wurde am 28. Februar 1945 abgelöst. In den letzten Tagen wurde Schwedt zur Festung erklärt. Skorzenys Nachfolger musste die Festung und Brückenkopf am 3. März 1945 aufgeben. Am 26. April 1945 nahm die Rote Armee Schwedt ein. Im Ergebnis der heftigen Kämpfe wurde die Stadt zu 85 Prozent zerstört; das Schloss war ausgebrannt und die Kanalbrücke gesprengt.

### Nach 1945

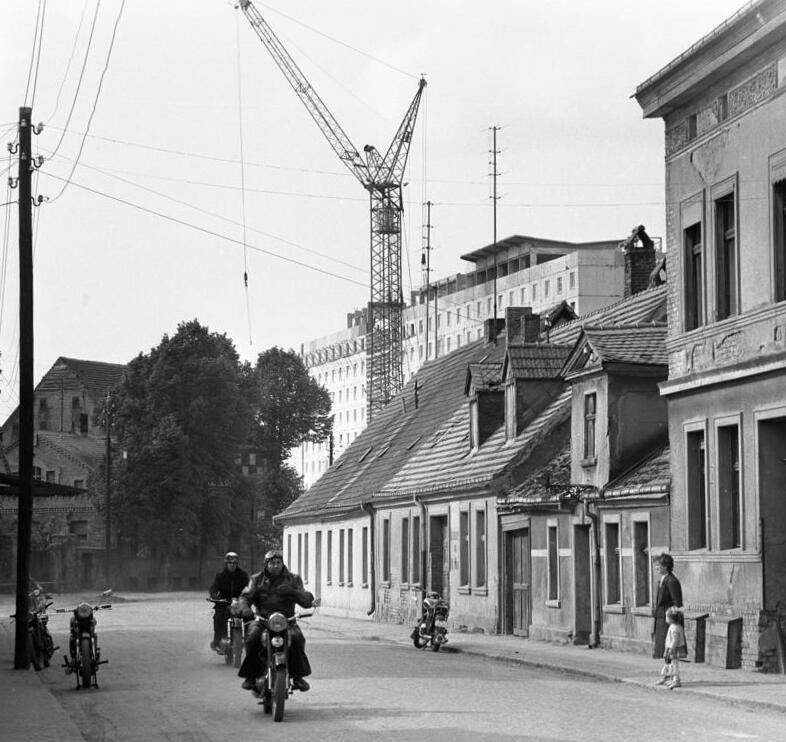
Bau eines Arbeiterwohnheimes hinter den alten Häusern (1964)

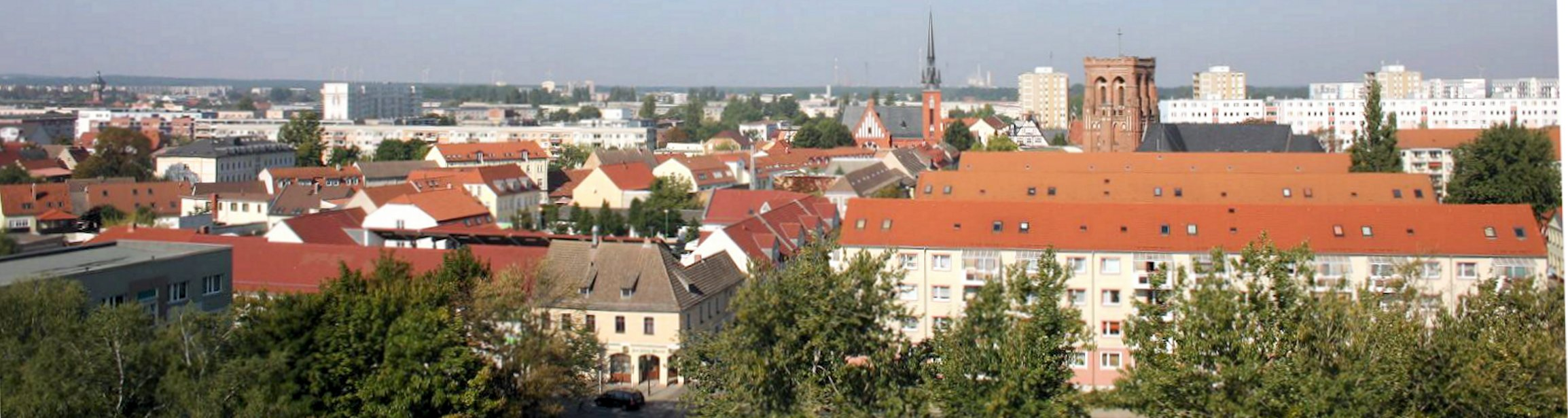
Blick vom Markt in Richtung Raffinerie

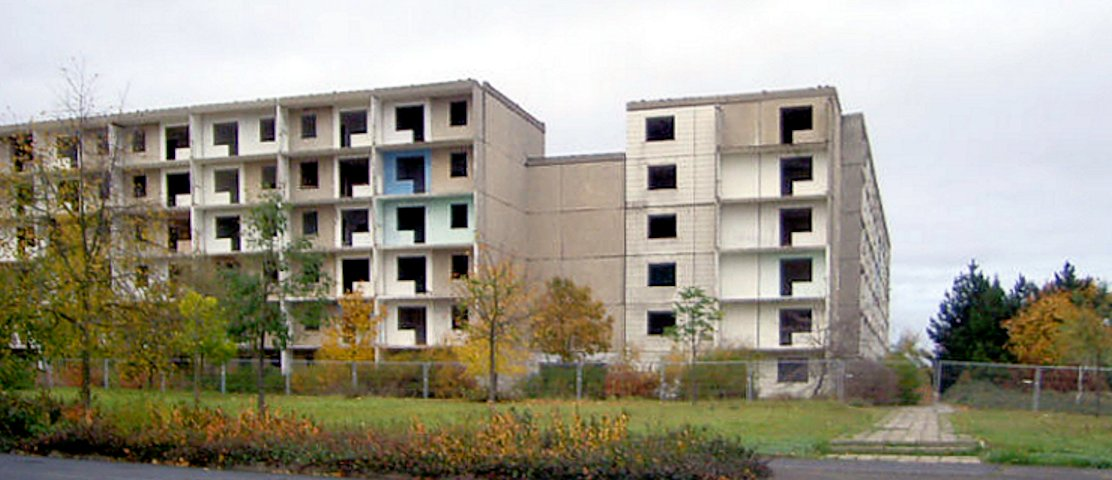
Plattenbauten am ehemaligen Schillerring im Stadtteil Waldrand kurz vor dem Abriss

Im Oktober 1945 wurde der Schulbetrieb wieder aufgenommen, 1946 die Produktion im Gaswerk. 1949 fand erstmals wieder ein Wochenmarkt statt. Die rekonstruierte Stadtkirche wurde im Dezember 1950 wieder eingeweiht. Ziel der DDR-Regierung war es, auch agrarisch geprägte Regionen zu „sozialistischen Industriezentren“ auszubauen. Es entstanden die Volkseigenen Betriebe Rohtabak, Betonwerk und Kraftverkehr. Am 14. November 1957 bestätigte der Rat des Bezirkes Frankfurt/Oder das Vorhaben der Errichtung einer Papierfabrik. Standortentscheidend war die Lage an der Hohensaaten-Friedrichsthaler Wasserstraße. Am 25. Februar 1958 wurde die VEB Papierfabrik Schwedt (heute LEIPA Georg Leinfelder GmbH) in das Handelsregister eingetragen, die Produktion begann am 30. Oktober 1961. In diesem Jahr hatte Schwedt 9.727 Einwohner und wurde am 7. Oktober 1961 kreisfreie Stadt. Am 28. Oktober 1958 beschloss das Politbüro der SED die Errichtung des Erdölverarbeitungswerks Schwedt (heute PCK-Raffinerie). Es wurde nordwestlich der Stadt als „Bau der Jugend“ errichtet, dazu kamen ab Mai 1959 junge Bauarbeiter aus allen Teilen der DDR nach Schwedt und lebten hier in provisorischen Bauarbeiterlagern. Es nahm am 1. Juli 1964 den Dauerbetrieb auf. Nachdem 1963 die über 3.000 Kilometer lange Erdölleitung Freundschaft (Druschba) aus dem Uralgebiet in Betrieb genommen worden war, produzierte das Werk hauptsächlich Kraftstoffe. Ab 1965 wurde auf dem Gelände auch eine Düngemittelfabrik errichtet. Von der Ende 1970 zu einem Kombinat umgebildeten Raffinerie ging in den 1980er Jahren die „Schwedter Initiative“ aus. 1975 nahm die Schwedter Schuhfabrik ihre Produktion auf. Dieser Betrieb war Teil des Kombinats Schuhe Weißenfels und existiert heute nicht mehr.
Wegen des Bevölkerungswachstums entstanden zwischen 1960 und 1990 mehrere neue Wohngebiete, die Einwohnerzahl erreichte mit knapp 54.000 Einwohnern ihren Höhepunkt. Aufgrund des Befehl Walter Ulbrichts, alle Reste des  Zweiten Weltkrieges zu beseitigen, beschloss der Rat des Bezirkes Frankfurt/Oder am 31. Juli 1962 die Ruine des Schwedter Schlosses abzureißen, obwohl es denkmalgeschützt und durchaus erhaltungswürdig war. Der Abriss erfolgte vom 15. September bis 15. Oktober 1962. Die Stadtverwaltung ließ 1978 am gleichen Ort das Kulturhaus Schwedt errichten (heute: Uckermärkische Bühnen Schwedt).
Die Stadt vergab den Schwedter Kulturpreis, u. a. an Heidi Petzerling-Galle (1987).
Innerhalb der DDR war Schwedt synonym mit Ölindustrie, aber auch mit Militärjustiz. Seit 1964 inhaftierte das Justizministerium in später zum Gefängnis umgebauten ehemaligen Arbeiterbaracken am Stadtrand in der Nähe der Raffinerie „auffällig“ oder straffällig gewordene Soldaten. Das 1968 offiziell eingerichtete Militärgefängnis Schwedt war das einzige Militärgefängnis der DDR. Innerhalb der NVA und bei Wehrdienstverweigerern galt die Postleitzahl von Schwedt, „133“, als gleichbedeutend für harte Strafen, selbst bei Bagatellvergehen wie im Fall von Klaus Auerswald: Er hatte sich als Soldat kritisch zum Einmarsch von Sowjet-Truppen 1968 in Prag geäußert. Ab 1982 verschärften sich mit Einrichtung einer „Disziplinareinheit“ die Haftbedingungen. Die Interna des Gefängnisses waren weitgehend geheim. Die historische Aufarbeitung findet seit 2008 in einem Forschungsprojekt des Bundesbeauftragten für die Stasi-Unterlagen statt.

### Nach 1989

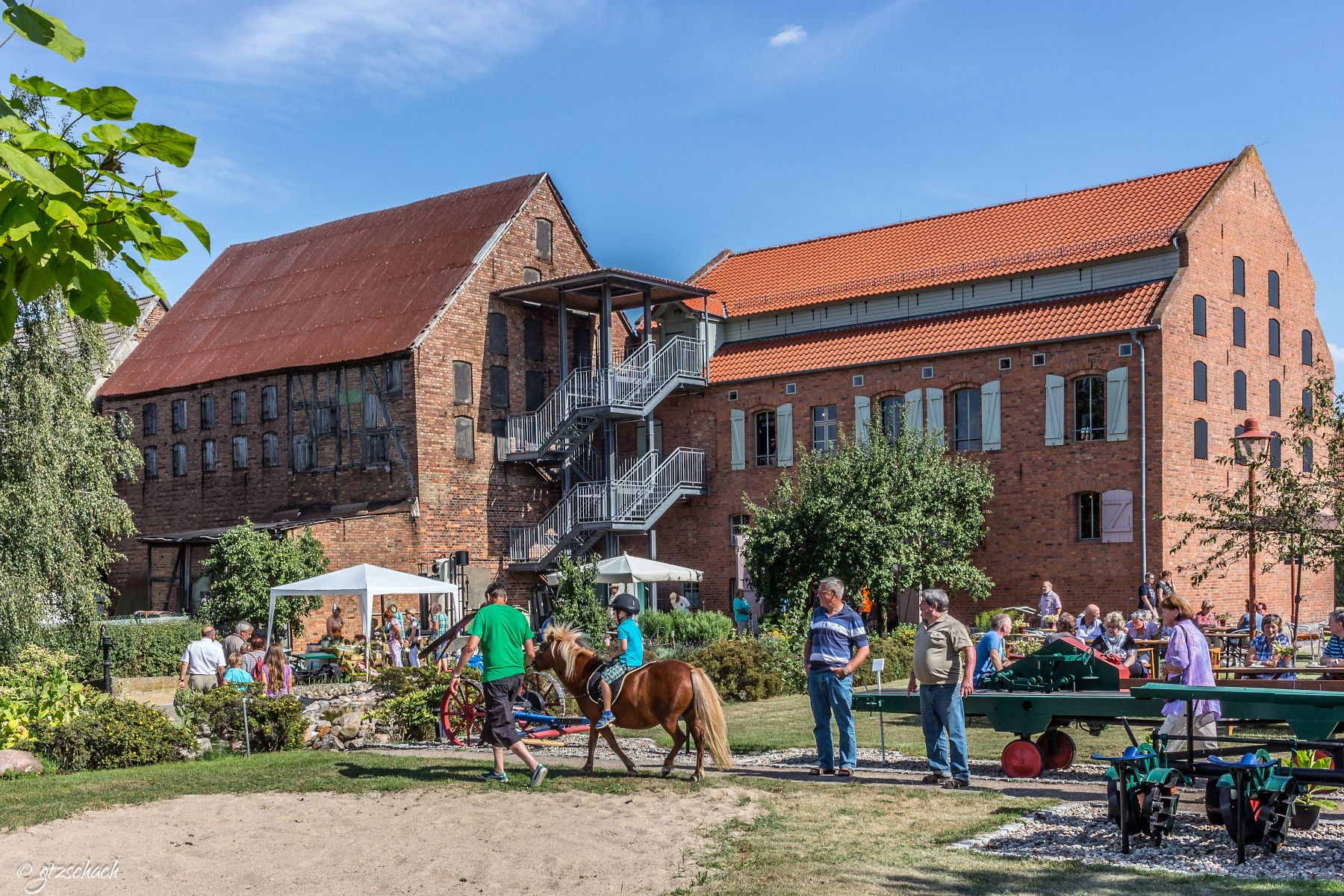
Tabakmuseum im Ortsteil Vierraden

Die Stadt wurde 1994 mit der Eröffnung eines überregionalen Einkaufszentrums und mehrerer Einkaufspassagen zur Einkaufsstadt der ganzen Region. Im gleichen Jahr wurde mit dem Bau einer neuen Sporthalle begonnen. 1996 entstand das größte Kino der Uckermark (eröffnet als „CineStar“), welches mittlerweile nach kurzzeitiger Schließung im Jahr 2006 durch den bisherigen Betreiber von den Technischen Werken Schwedt als „FilmforUM“ weiter betrieben wird. Das Freizeit- und Erlebnisbad „AquariUM“ wurde 1999 eingeweiht. Das Dach der Schwimmhalle stürzte am 11. Juli 2021 kurz vor der geplanten Wiedereröffnung nach Sanierungsarbeiten ein.
Das Oderhochwasser 1997 erreichte Schwedt nicht, auch dank der großen Polderflächen.
2001 wurde der neu errichtete Schwedter Hafen eröffnet.
Schwedt hatte seit der politischen Wende mit vielfältigen Problemen umzugehen. Obwohl die Stadt als einer der wenigen überlebenden „industriellen Kerne“ bezeichnet wird, liegt die Arbeitslosenquote deutlich über dem Landesdurchschnitt. Schwedt hat seit 1989 über 40 Prozent seiner Einwohnerschaft verloren. Prognosen gehen davon aus, dass die Bevölkerung bis 2030 um weitere 20 Prozent zurückgeht. Der immense Wohnungsleerstand führte dazu, dass ganze Straßenzeilen abgerissen wurden. Andererseits entstand ein ganzer Gürtel von Einfamilienhäusern. Die Straßen und die gesamte Bausubstanz wurden weitgehend saniert, damit hat Schwedt heute ein deutlich gefälligeres Aussehen als früher.
Am 28. Oktober 2014 pflanzte der Bürgermeister, Jürgen Polzehl, gemeinsam mit dem Oberbürgermeister der Partnerstadt Leverkusen, Reinhard Buchhorn, zwei Himalaya-Birken im Landgrabenhain. Sie sind Sinnbild für 25 gemeinsame Jahre, aber auch wachsendes Denkmal zur Erinnerung an den 25. Jahrestag des Mauerfalls und die Deutsche Wiedervereinigung.
Am 3. Oktober 2018 pflanzten Hans-Joachim Gebert (ehemaliger Oberförster und Spender der Bäume), Bürgermeister Walter Henke und Ortsvorsteher Silvio Moritz in Passow bei der Kirche, zwischen Mittelstraße 6 und 8, ein Baumdenkmal für die Deutsche Einheit. Gebert (auch SDW-Mitglied) hatte eine Eiche zum 80. Geburtstag bekommen, die anderen Bäume zugekauft und die Stelle ausgesucht. Ulrich Grambauer (AHV Passow GmbH) spendete einen Findling. Steinmetz Thomas Busch aus Gartz setzte die Aufschrift „Deutsche Einheit 1990“. Eine Schrifttafel auf der Rückseite des Steins erklärt die Bedeutung des Denkmals.

## Verwaltungsgeschichte
Schwedt gehörte von 1817 bis 1952 zum Landkreis Angermünde (bis 1947 in der preußischen Provinz Brandenburg, 1947–1952 im Land Brandenburg). 1952–1961 war die Stadt Teil des Kreises Angermünde im DDR-Bezirk Frankfurt (Oder). Am 17. September 1961 wurde Schwedt aus dem Kreis Angermünde ausgegliedert und bildete bis 1993 einen eigenen Stadtkreis, ab 1990 als kreisfreie Stadt im Land Brandenburg. Durch die Kreisreform in Brandenburg im Jahr 1993 wurde Schwedt in den Landkreis Uckermark eingegliedert.
Eingemeindungen

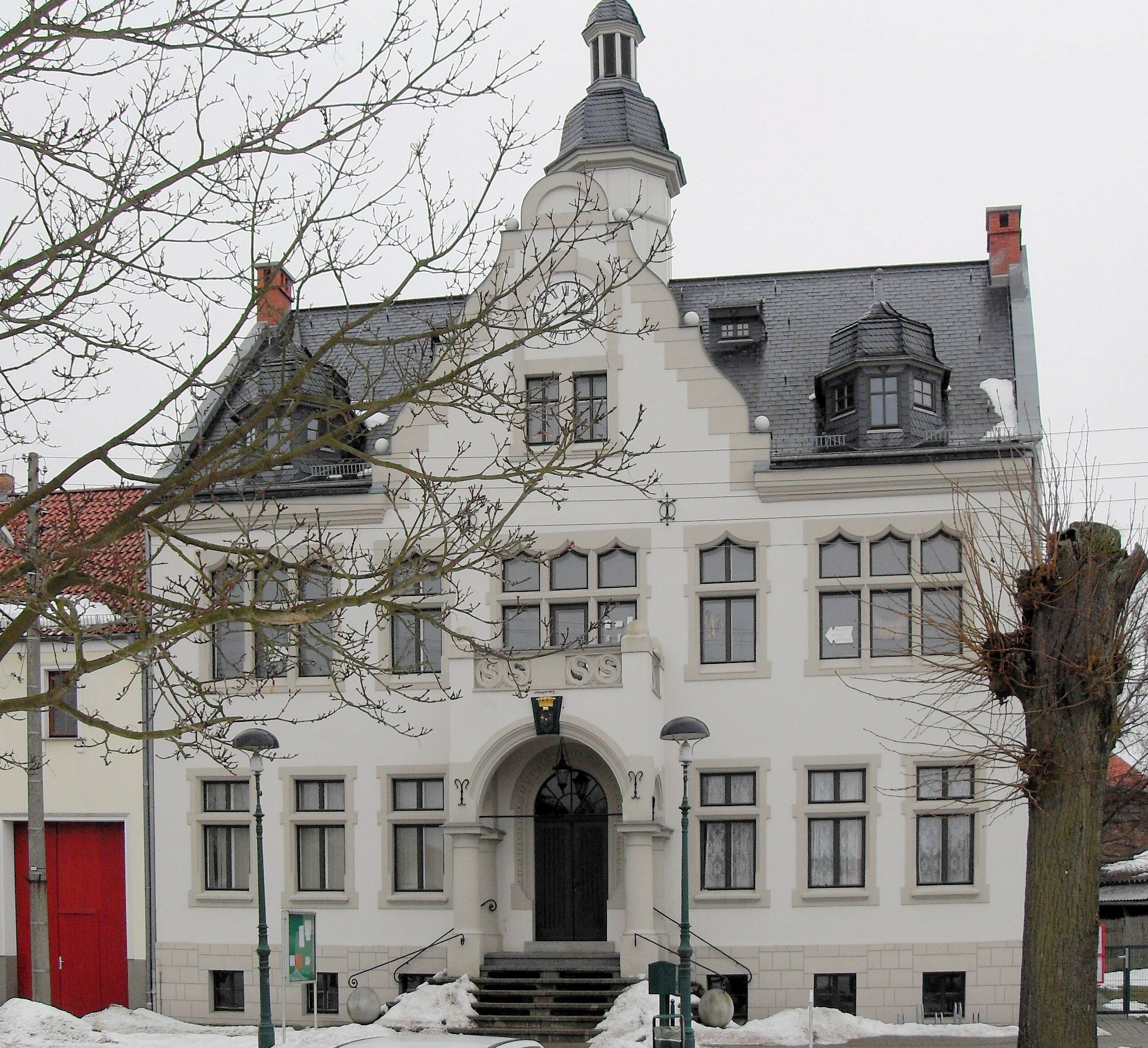
Historisches Rathaus Vierraden

Im Jahr 1974 wurde Heinersdorf eingegliedert. 1993 folgten die drei Gemeinden Blumenhagen, Gatow und Kunow. Am 1. Januar 1998 wurde die amtsangehörige Gemeinde Kummerow in die Stadt Schwedt/Oder eingegliedert und schied aus dem Amt Oder-Welse aus. Zum 1. August 2001 wurden die ebenfalls amtsangehörigen Gemeinden Zützen und Criewen eingemeindet und schieden ebenso aus dem Amt Oder-Welse aus. Am 31. Dezember 2002 wurde die dem Amt Oder-Welse angehörige Gemeinde Stendell eingegliedert. Mit der Gemeindereform in Brandenburg wurde die zum Amt Gartz (Oder) gehörige Stadt Vierraden am 26. Oktober 2003 nach Schwedt/Oder eingegliedert. Die Eingliederung der ebenfalls zum Amt Gartz (Oder) gehörigen Gemeinde Hohenfelde in die Stadt Schwedt/Oder wurde bereits in einer Bekanntmachung des Ministeriums des Innern vom 17. März 2003 genehmigt, wurde jedoch erst mit den Kommunalwahlen am 26. Oktober 2003 wirksam. Am 1. Januar 2021 wurde die Gemeinde Schöneberg nach Schwedt/Oder eingemeindet. Am 19. April 2022 wurden die Gemeinden Berkholz-Meyenburg, Mark Landin und Passow aus dem aufgelösten Amt Oder-Welse eingemeindet. Außerdem ist Schwedt/Oder seitdem für die Mitverwaltung der Gemeinde Pinnow zuständig.
| Ehemalige Gemeinde | Datum             |
| ------------------ | ----------------- |
| Berkholz-Meyenburg | 19. April 2022    |
| Blumenhagen        | 6. Dezember 1993  |
| Criewen            | 1. August 2001    |
| Gatow              | 6. Dezember 1993  |
| Heinersdorf        | 1. Januar 1974    |
| Hohenfelde         | 26. Oktober 2003  |
| Kummerow           | 2. Januar 1998    |
| Kunow              | 6. Dezember 1993  |
| Mark Landin        | 19. April 2022    |
| Passow             | 19. April 2022    |
| Schöneberg         | 1. Januar 2021    |
| Stendell           | 31. Dezember 2002 |
| Vierraden          | 26. Oktober 2003  |
| Zützen             | 1. August 2001    |

## Bevölkerungsentwicklung
| Jahr | Einwohner |
| ---- | --------- |
| 1830 | 5.279     |
| 1875 | 9.592     |
| 1890 | 9.801     |
| 1910 | 9.482     |
| 1925 | 8.949     |
| 1933 | 9.176     |
| 1939 | 9.161     |

| Jahr | Einwohner |
| ---- | --------- |
| 1946 | 05.961    |
| 1950 | 06.506    |
| 1964 | 19.108    |
| 1971 | 34.292    |
| 1981 | 52.291    |
| 1985 | 51.634    |

| Jahr | Einwohner |
| ---- | --------- |
| 1990 | 51.161    |
| 1995 | 47.293    |
| 2000 | 39.683    |
| 2005 | 37.259    |
| 2010 | 34.035    |
| 2015 | 30.262    |

| Jahr | Einwohner |
| ---- | --------- |
| 2020 | 29.433    |
| 2021 | 29.887    |
| 2022 | 33.501    |
| 2023 | 33.646    |
| 2024 | 33.730    |

Gebietsstand des jeweiligen Jahres, Einwohnerzahl: Stand 31. Dezember (ab 1991), ab 2011 auf Basis des Zensus 2011, ab 2022 auf Basis des Zensus 2022
Bis 1981 handelt es sich meist um Volkszählungsergebnisse, danach um amtliche Fortschreibungen des Statistischen Landesamtes.
Der Anstieg der Einwohnerzahl 2021 ist auf die Eingliederung der Gemeinde Schöneberg im Jahr 2021 zurückzuführen, der von 2022 auf die Eingemeindung von Berkholz-Meyenburg, Mark Landin und Passow am 19. April 2022.

## Religion

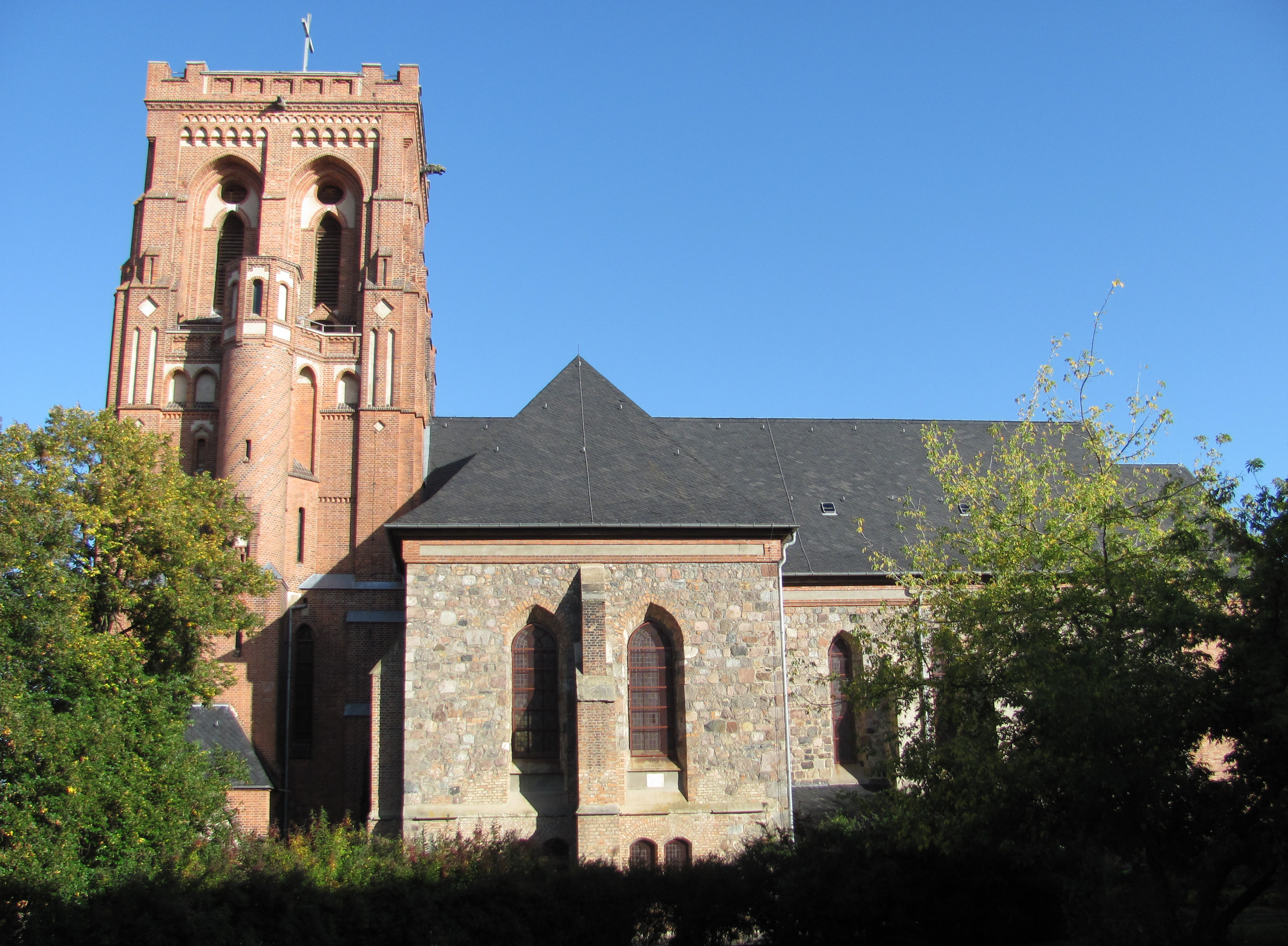
Evangelische Kirche St. Katharinen

- Evangelisch-Freikirchliche Gemeinde (Baptisten)
- Evangelische Kirchengemeinden im Kirchenkreis Uckermark
- Evangelische Christusgemeinde Schwedt (gehört zum Chrischona-Gemeinschaftswerk, einem evangelischen Gemeindeverband)
- Adventgemeinde
- Johannische Kirche
- Neuapostolische Kirche
- Römisch-katholische Kirchengemeinde

Die Tabelle zeigt die Verteilung der Einwohner nach ihrer Religionszugehörigkeit.
| Konfession         | 2011   | 2017   |
| ------------------ | ------ | ------ |
| Evangelisch        | 09,6 % | 08,3 % |
| Römisch-katholisch | 02,9 % | 03,3 % |
| Sonstige und ohne  | 87,5 % | 88,4 % |

## Politik

### Stadtverordnetenversammlung
Die Stadtverordnetenversammlung von Schwedt besteht aus 32 Stadtverordneten und der hauptamtlichen Bürgermeisterin. Die Kommunalwahl am 9. Juni 2024 führte bei einer Wahlbeteiligung von 59,7 % zu folgendem Ergebnis:
| Partei / Wählergruppe                                         | Stimmenanteil 2019 | Sitze 2019 |        | Stimmenanteil 2024 | Sitze 2024 |
| ------------------------------------------------------------- | ------------------ | ---------- | ------ | ------------------ | ---------- |
| AfD                                                           | 16,3 %             | 5          | 29,1 % | 9                  |            |
| SPD                                                           | 33,9 %             | 11         | 25,0 % | 8                  |            |
| CDU                                                           | 13,6 %             | 4          | 15,0 % | 5                  |            |
| BVB/Freie Wähler                                              | 05,6 %             | 2          | 10,4 % | 3                  |            |
| Die Linke                                                     | 12,2 %             | 4          | 03,8 % | 1                  |            |
| Bürgerbündnis Uckermark für Vernunft und Gerechtigkeit (BfVG) | –                  | –          | 04,2 % | 1                  |            |
| FDP                                                           | 07,0 %             | 2          | 03,2 % | 1                  |            |
| Die PARTEI                                                    | –                  | –          | 01,9 % | 1                  |            |
| Allianz für Schwedt                                           | –                  | –          | 01,9 % | 1                  |            |
| Bündnis 90/Die Grünen                                         | 04,7 %             | 2          | 01,7 % | 1                  |            |
| Schwedter Menschen miteinander füreinander                    | –                  | –          | 01,4 % | 1                  |            |
| Unabhängige Bürgergemeinschaft (UBG)                          | 01,6 %             | 1          | 01,3 % | –                  |            |
| Bunte Liste                                                   | 01,3 %             | –          | 00,6 % | –                  |            |
| Die Heimat (bis 2023 NPD)                                     | 01,0 %             | –          | 00,4 % | –                  |            |
| Freiparlamentarische Allianz                                  | 02,9 %             | 1          | –      | –                  |            |
| Insgesamt                                                     | 100 %              | 32         | 100 %  | 32                 |            |

### Bürgermeister
(von 1961 bis 1993: Oberbürgermeister)
- 1943–1945: Wilhelm Schrader-Rottmers (kommissarisch)
- Mai bis November 1945: Walter Ziegelsdorff
- 1945–1951: Michael Wolter
- 1951–1955: Albert Bartel
- 1955–1961: Erwin Hartmann
- 1961–1965: Klaus-Dieter Hahn
- 1965–1968: Hermann Mattscherodt
- 1968–1979: Klaus-Dieter Hahn
- 1979–1983: Manfred Sader (SED)
- 1983–1987: Detlef Klose
- 1987–1988: Manfred Meier
- 1988–1990: Detlef Klose
- 1990–2005: Peter Schauer (SPD)
- 2005–2021: Jürgen Polzehl (SPD)
- seit 2021: Annekathrin Hoppe (SPD)

Hoppe wurde in der Bürgermeisterwahl am 26. September 2021 mit 60,8 % der gültigen Stimmen gewählt. Ihre Amtszeit beträgt acht Jahre.

### Wappen
| Wappen von Schwedt/Oder | Blasonierung: „In Silber über einem Wellenschildfuß mit zwei blauen Wellenbalken auf einem Mauersockel eine rote Burg, an deren zwei seitlichen Rundtürmen jeweils zwei übereinanderliegende offene Fenster und ein beknauftes, mit drei Filialen versehenes Spitzdach angebracht sind; in der bezinnten Verbindungsmauer befindet sich seitlich rechts ein geschlossenes silbernes Tor. Zwischen den Türmen schwebt ein silberner Schild mit einem roten Greifen.“ |
| Wappen von Schwedt/Oder | Wappenbegründung: Das älteste Wappenbild erscheint auf einem Stadtsiegel von 1337. Das kleine Wappen zeigt den pommerschen Greif. Die heutige Form des Stadtwappens wurde 1974 von der Stadtverordnetenversammlung bestätigt. In älteren Abbildungen ist oft ein grüner Schildfuß zu sehen, der jetzige deutet auf die Oder hin, an der die Stadt liegt. Das Wappen wurde am 20. Mai 1994 durch das Ministerium des Innern genehmigt.                               |

### Flagge
„Die Flagge ist Rot - Weiß (1:1) gestreift und mittig mit dem Stadtwappen belegt.“

Hissflagge
Banner

### Dienstsiegel
Das Dienstsiegel zeigt das Wappen der Stadt mit der Umschrift STADT SCHWEDT/ODER • LANDKREIS UCKERMARK.

### Verwaltung
Als einzige Gemeinde Brandenburgs verfügt Schwedt mit der Stadtsparkasse Schwedt über ein eigenes, städtisches Kreditinstitut.

### Städtepartnerschaften
Schwedt unterhält die folgenden Partnerschaften:
- Leverkusen, 1989
- Chojna, 1994
- Gryfino, 1994
- Moryń, 2000
- Koszalin, 2004
- Tuapse, 2018

Schwedt betont die kommunale Zusammenarbeit mit den Nachbarstädten
- Prenzlau, 2011
- Angermünde

## Sehenswürdigkeiten und Kultur

### Bauwerke
- ehemaliges Jagdschloss Monplaisir
- Berlischky-Pavillon (ehemalige französisch-reformierte Kirche)
- ehemalige Stadtmauer
- Schwedter Wasserturm
- Evangelische Stadtkirche St. Katharinen[49]
- katholische Kirche St. Mariä Himmelfahrt (1895–1898, Architekt: Max Hasak)
- Kreuzkirche zu Vierraden
- ehemaliges jüdisches Ritualbad und jüdischer Friedhof
- Ermelerspeicher (ehemaliger Tabakspeicher, heute Bibliothek)
- Tabakscheune in Vierraden
- ehemaliges Schloss und Nationalparkhaus im Ortsteil Criewen
- ehemalige Gasanstalt (später Warmbadeanstalt)
- AquariUM (Schwimmbad)

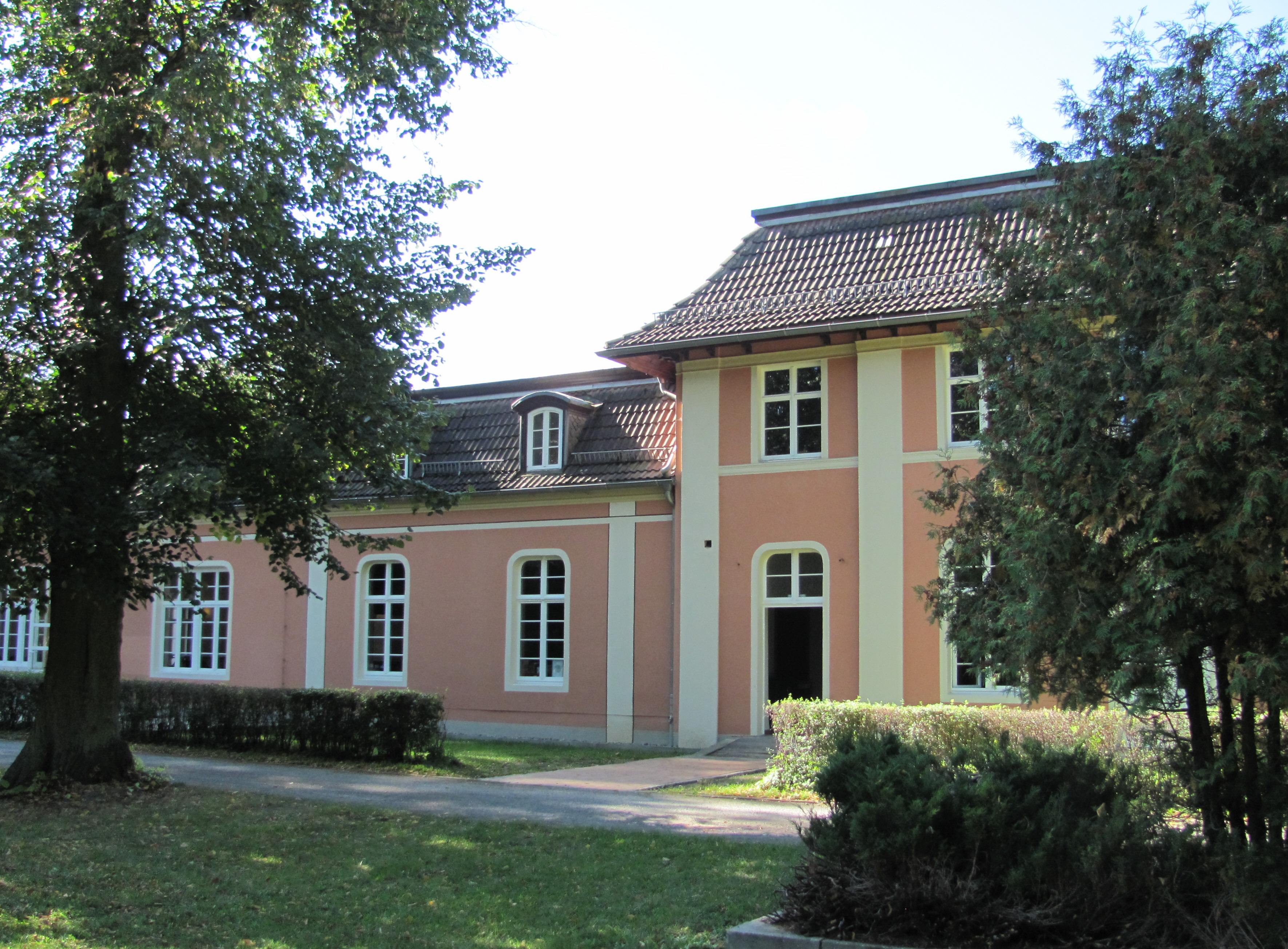
Jagdschloss Monplaisir
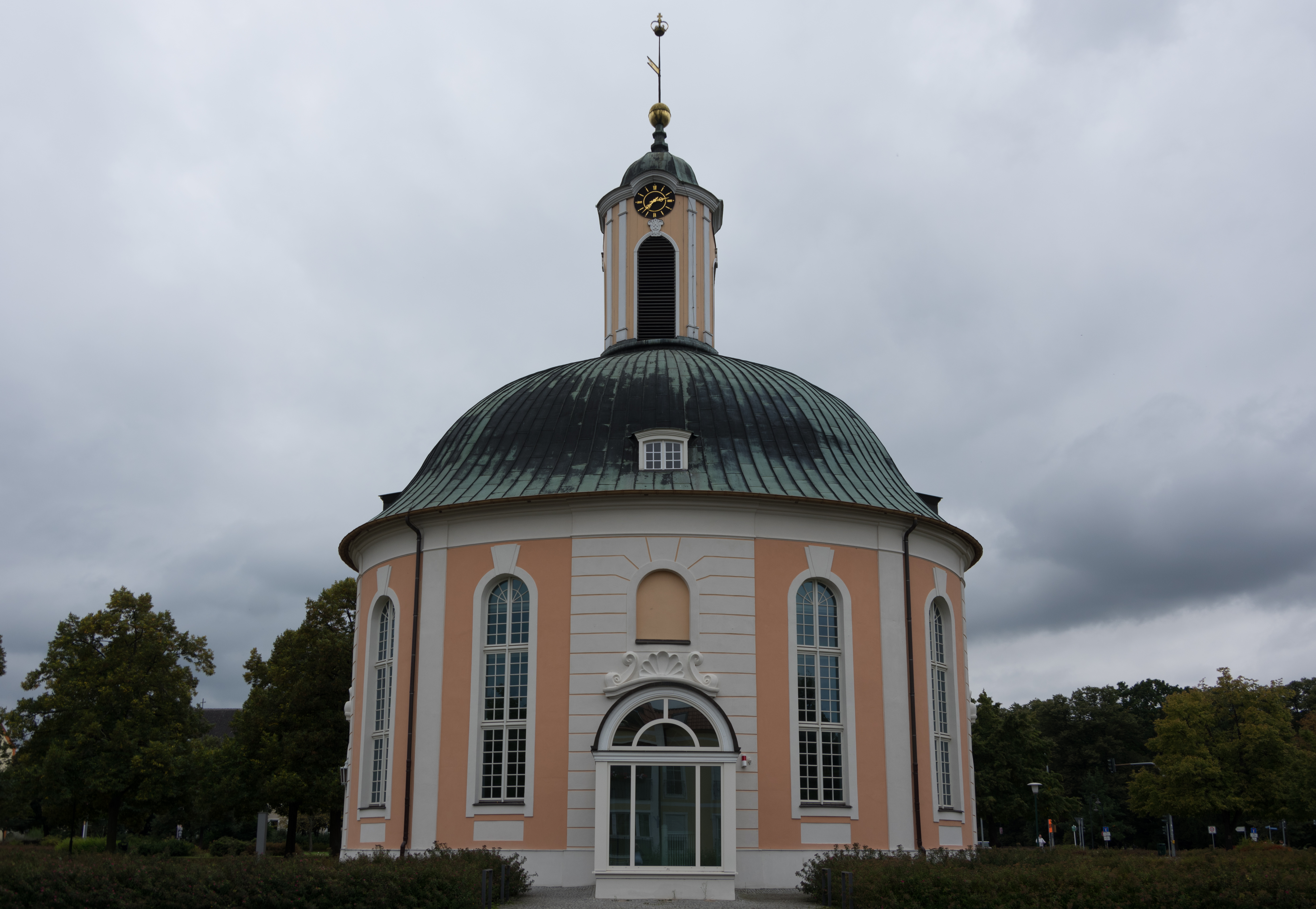
Berlischky-Pavillon, ehemalige französisch-reformierte Kirche
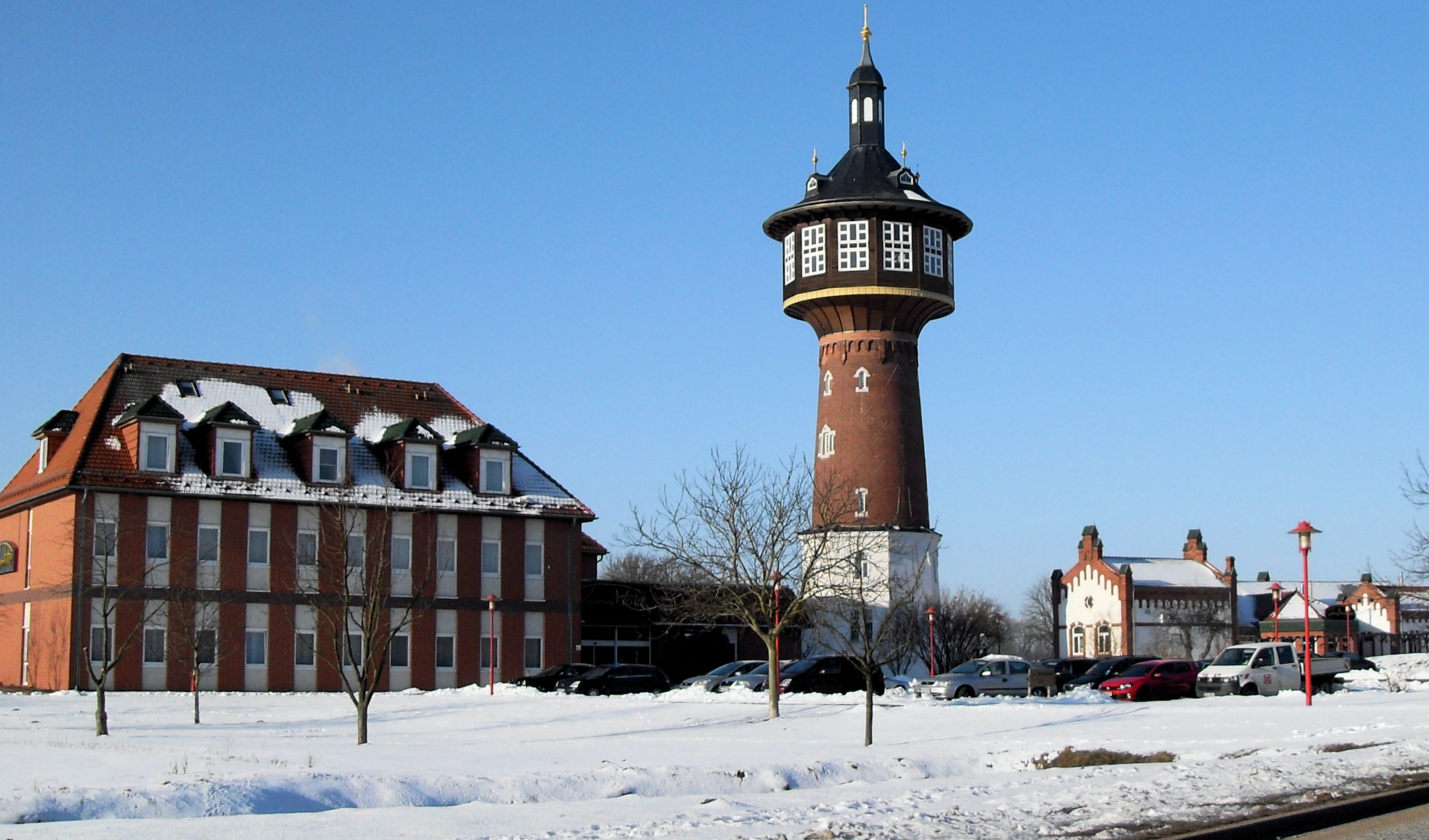
Wasserturm und Turmhotel
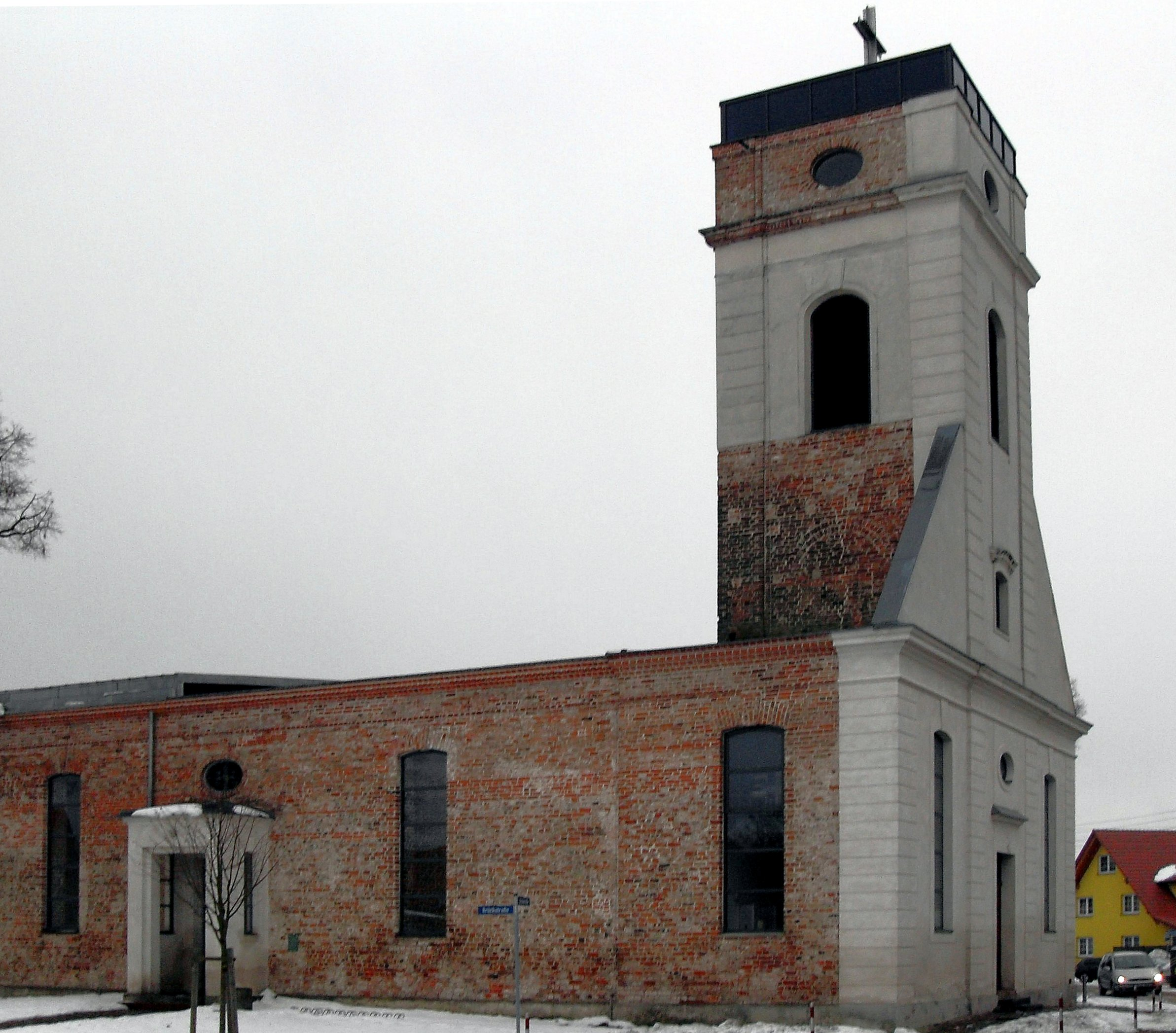
Kreuzkirche zu Vierraden
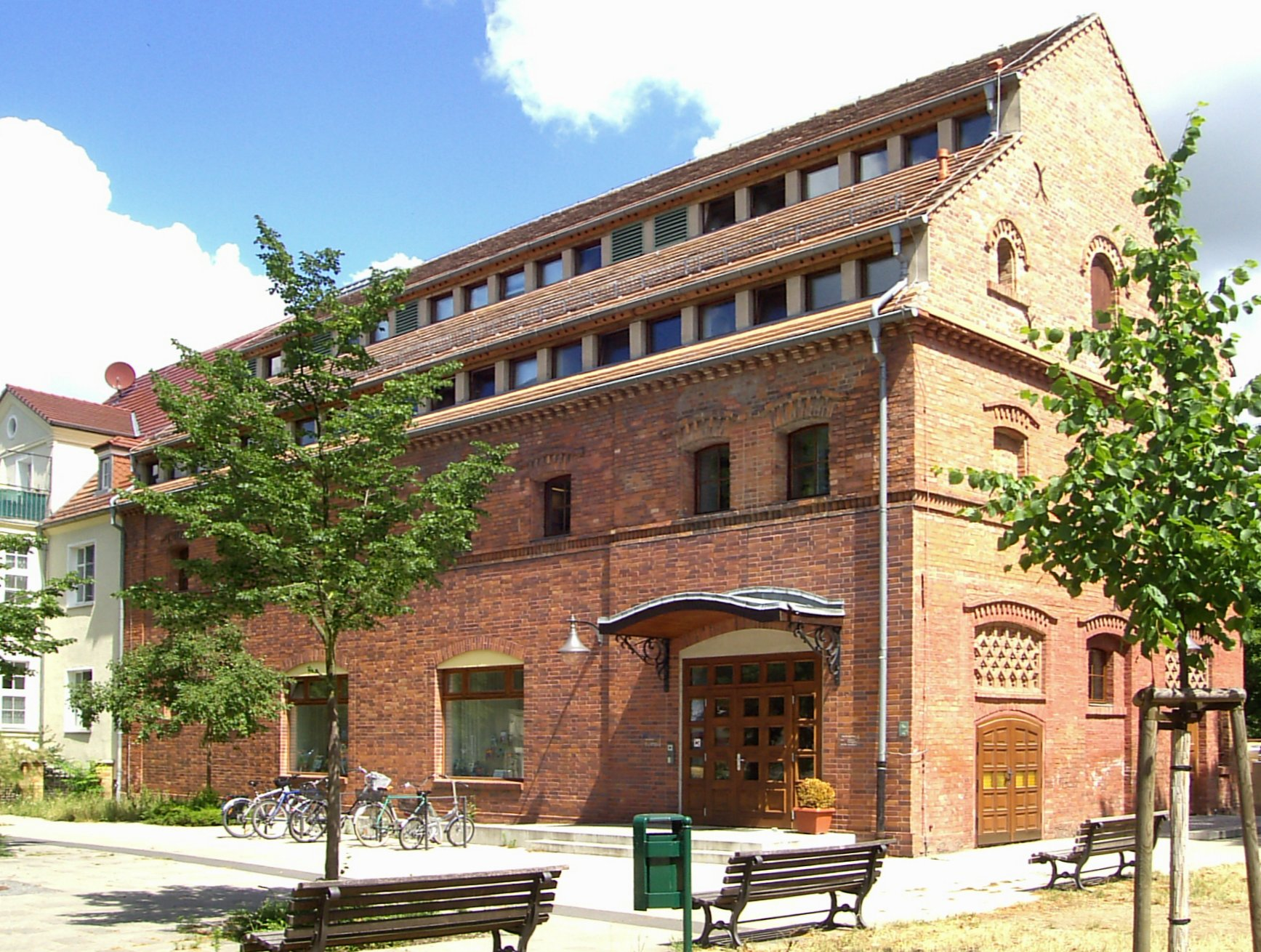
Ermelerspeicher, 1836 errichteter Tabakspeicher, heute Bibliothek
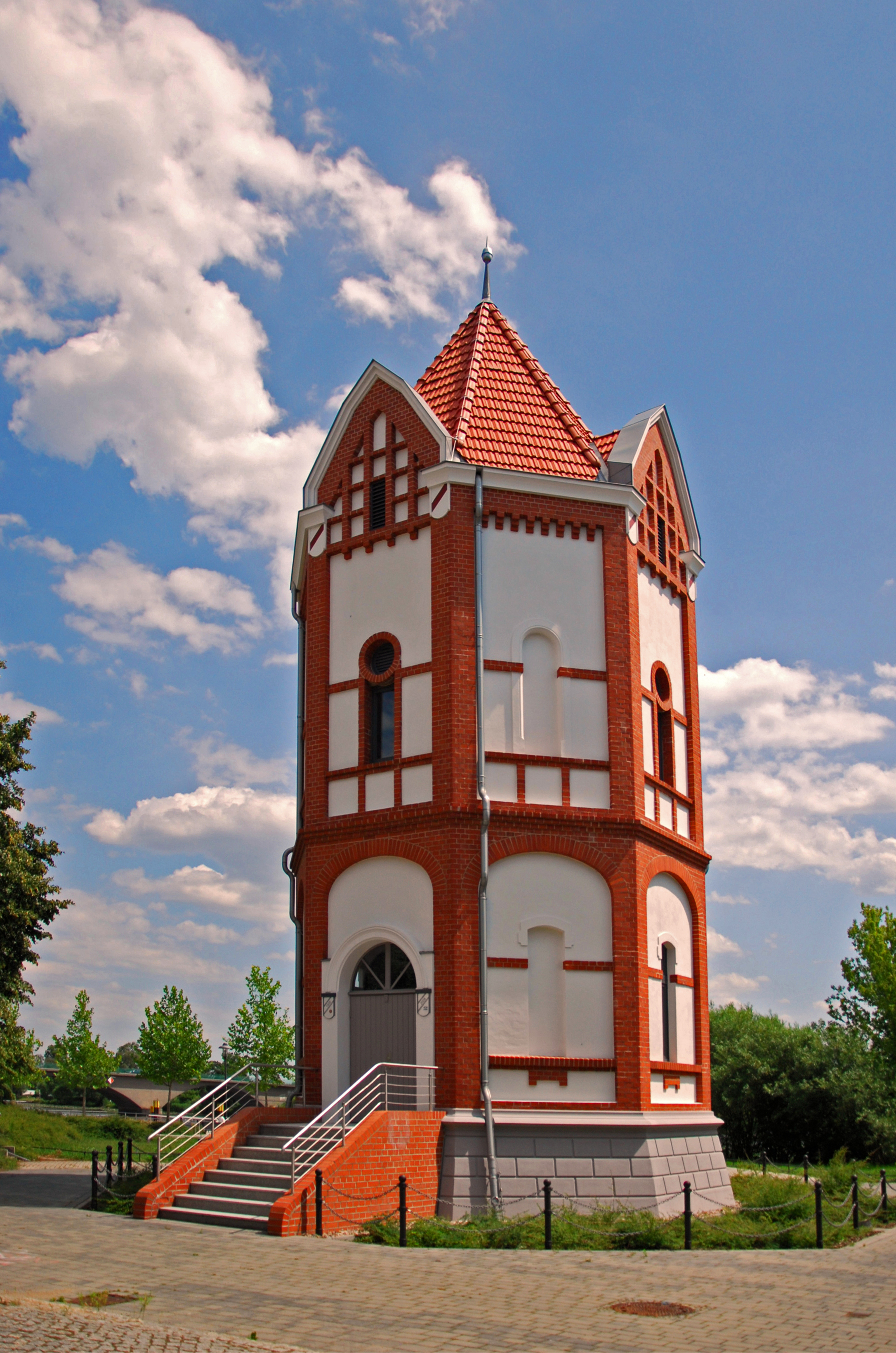
Juliusturm
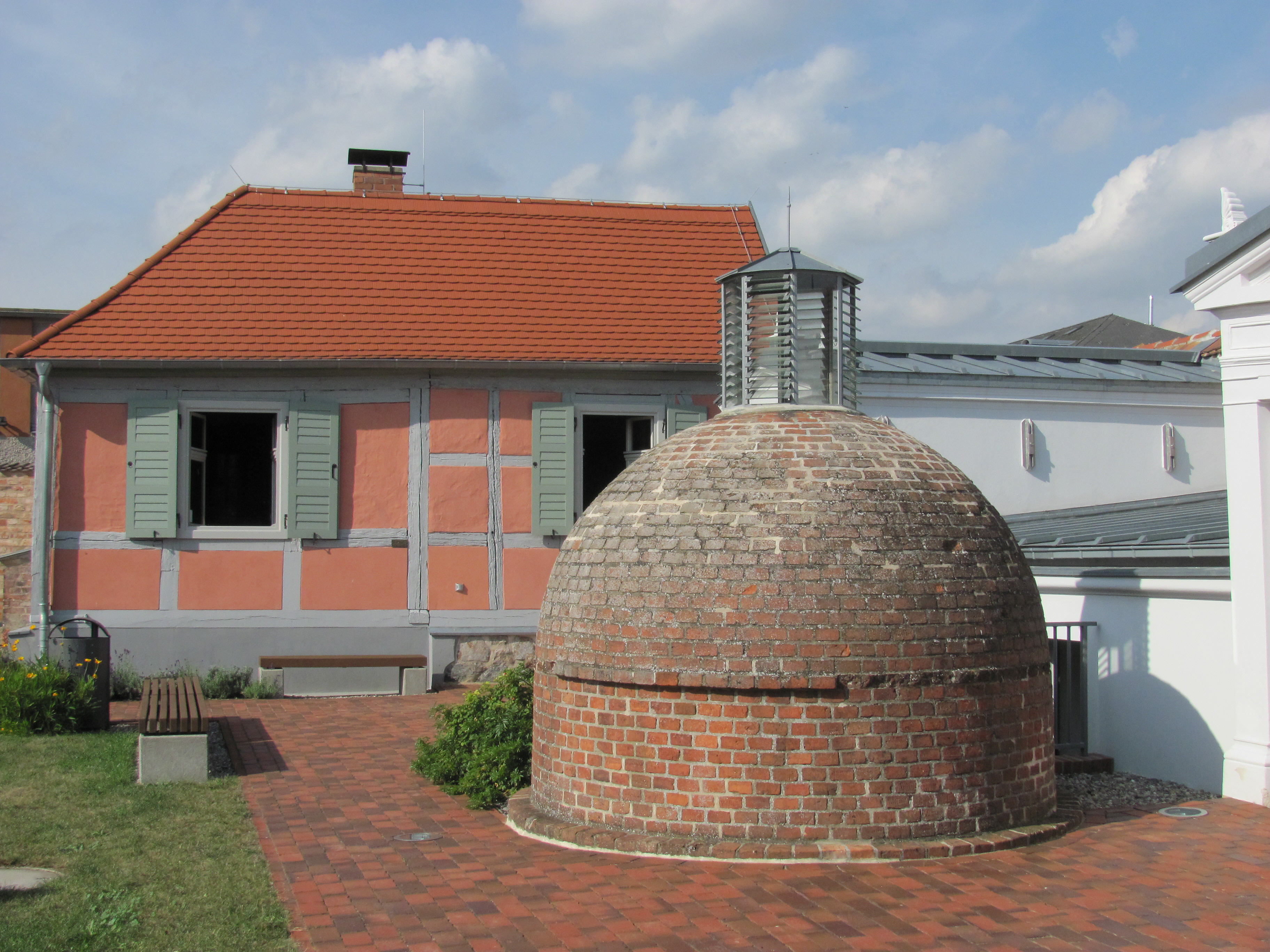
Jüdische Mikwe von 1868, Gartenstraße
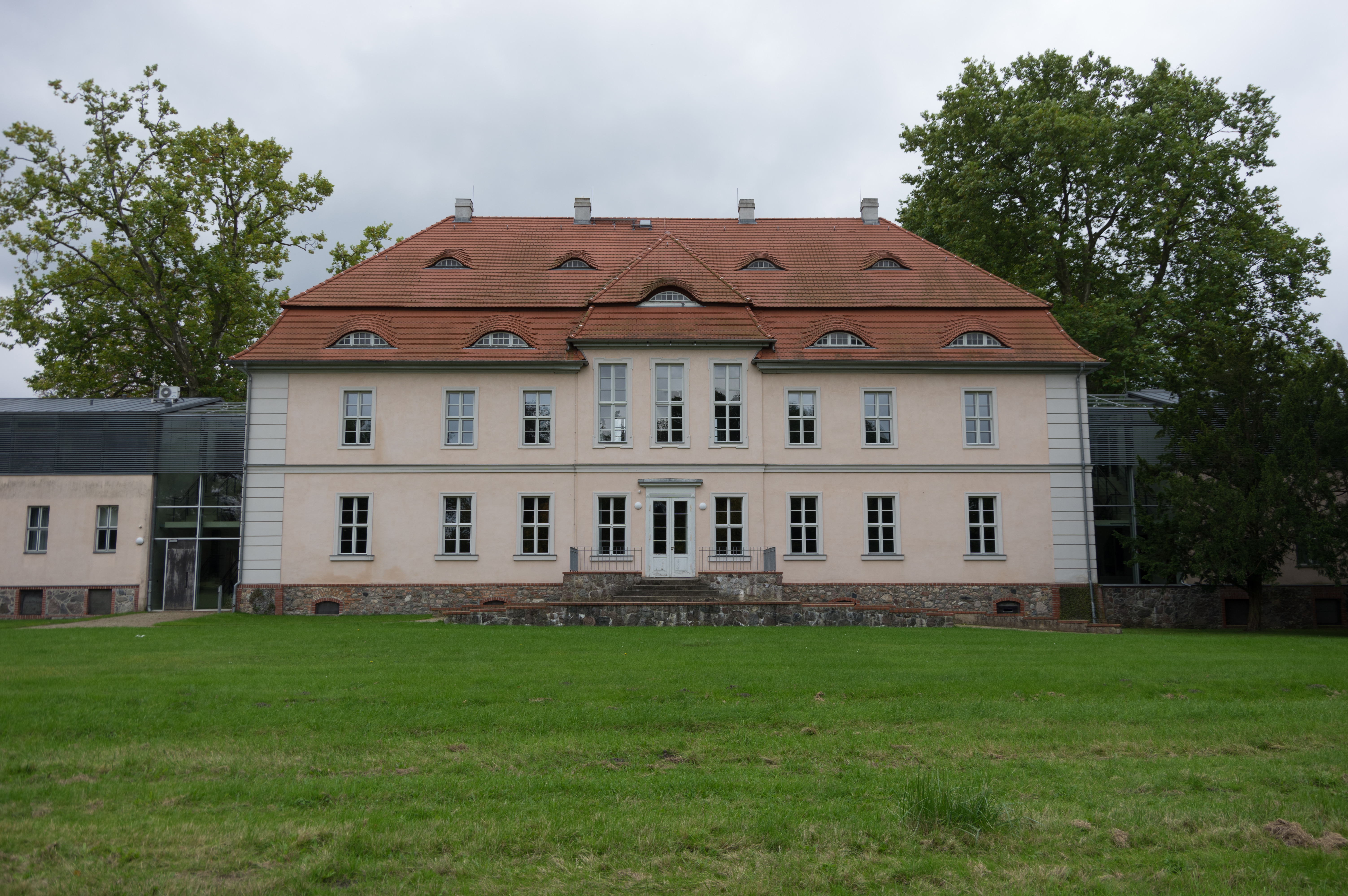
Schloss Criewen mit Lenné-Park

### Geschichtsdenkmale
- Gedenktafel im Stengerhain an der Bahnhofstraße, für den ermordeten Wehrmachtsdeserteur Kurt Flöter, der Bürgermeister von Königsberg in der Neumark war
- Ehrenhain für Antifaschisten, auf dem Neuen Friedhof an der Vierradener Chaussee
- Gedenktafel an der Harlanstraße 1, zur Erinnerung an die beim Novemberpogrom 1938 vernichtete Synagoge der Jüdischen Gemeinde
- Baumdenkmal für die Deutsche Einheit bei der Kirche in Passow, zwischen Mittelstraße 6 und 8; dazu gehört ein Findling mit der Aufschrift „Deutsche Einheit 1990“ und einer Schrifttafel auf der Rückseite.[22][23]
- Militärgefängnis Schwedt: Open-Air-Ausstellung am historischen Ort[50]

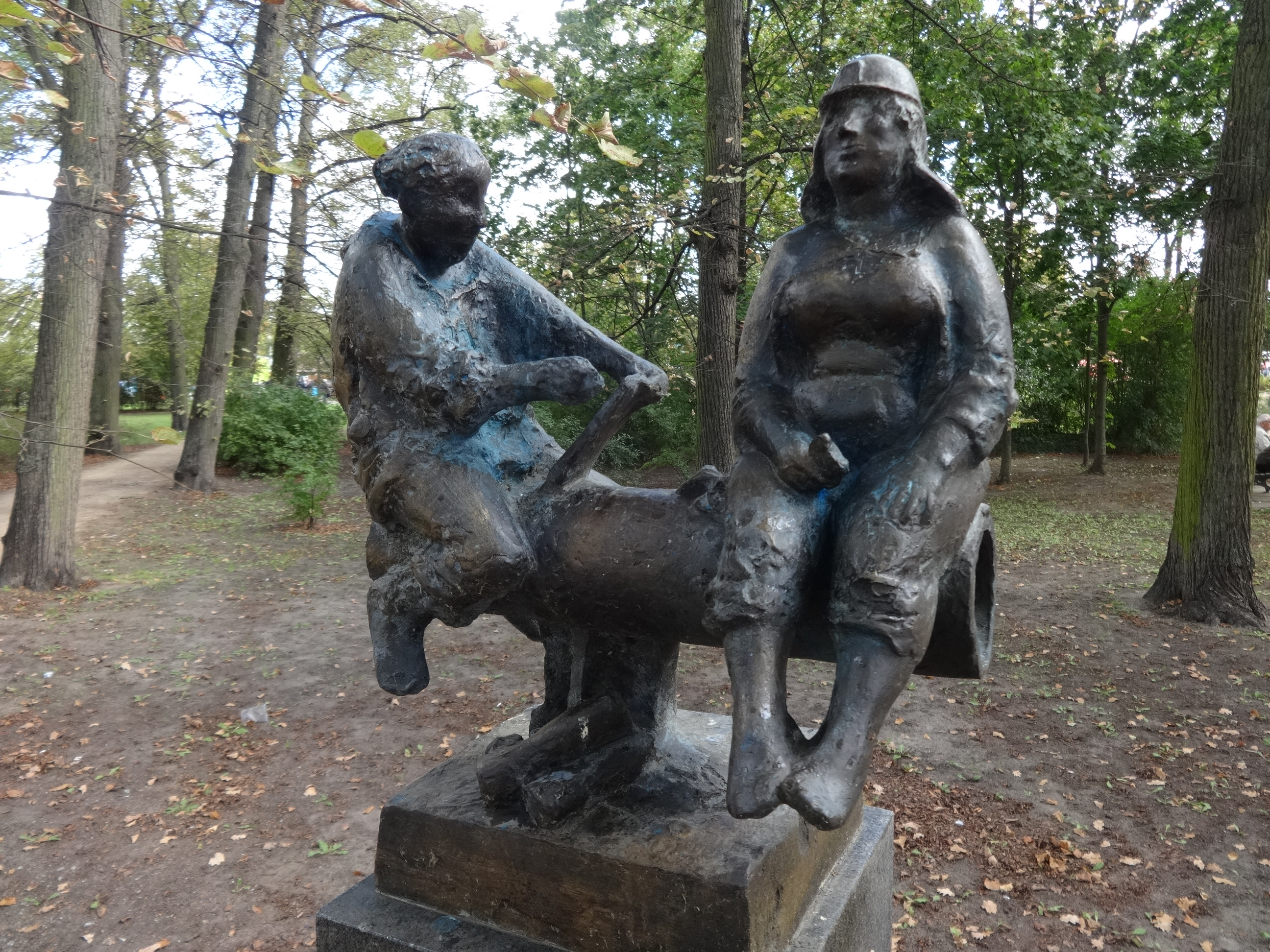
Skulptur im Stadtpark

### Stadtpark
Der Stadtpark liegt im Zentrum der Altstadt auf dem Gelände des ehemaligen städtischen Friedhofs. Die Stadt stellte in den Jahren 2008 bis 2011 zeitgenössische Arbeiten von Schwedter und auswärtigen Künstlern auf dem Gelände auf, darunter Werke von Axel Schulz, Jo Jastram und Peter Fritzsche.

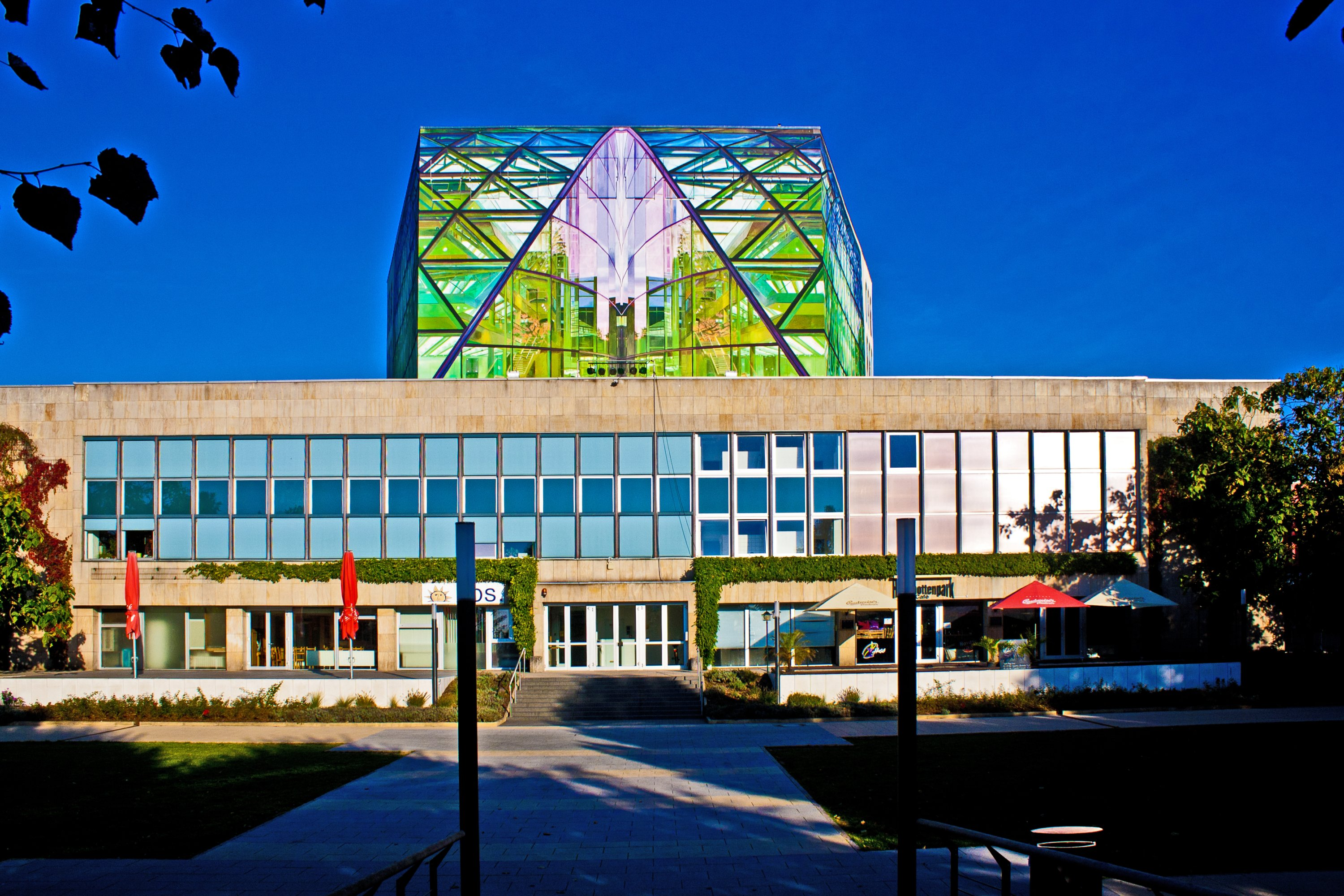
Theater UBS (Uckermärkische Bühnen Schwedt)

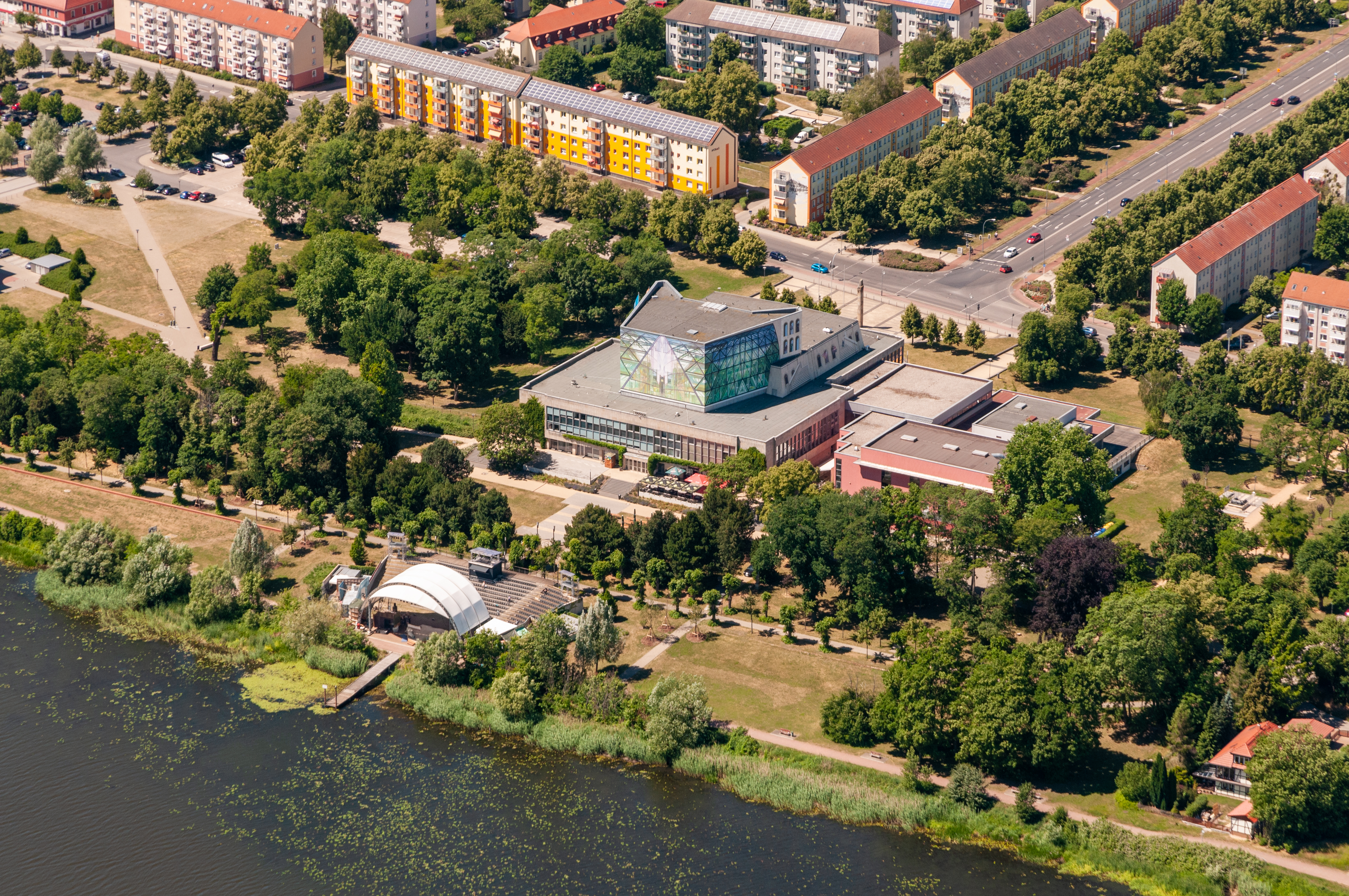
UBS im Umfeld

### Theater
- UBS – Uckermärkische Bühnen Schwedt
- Theater Stolperdraht (Kinder- und Jugendtheater in Schwedt e. V.)

### Museen
Städtische Museen Schwedt/Oder mit:
- Stadtmuseum, Jüdenstraße 17
- Jüdisches Museum mit Ritualbad, Gartenstraße 6
- Tabakmuseum im Ortsteil Vierraden, Breite Straße 14[51]

### Galerien
- Galerie am Kietz

### Flinkenberg
Im Garten des einstigen Waisenhauses in der Fabrikstraße befand sich der aus der Eiszeit stammende Flinkenpfuhl, genannt nach den Jungfischen der Bleie, den Flinken. Der Flinkenpfuhl hatte über den Spitelgraben eine natürliche Verbindung zur Oder. Aus dieser geographischen Gegebenheit kann abgeleitet werden, woher die Anhöhe im Dreieck katholische Kirche – Jüdenstraße – Harlanstraße den Namen Flinkenberg ursprünglich bekam. Der einstige nach der Stadtgründung im Mittelalter entstandene Straßenzug Flinkenberg wurde am 17. November 1945 mit der damaligen Viehmarktstraße zusammengelegt und unter Einbeziehung der Hirten- und Viehmarktstraße bis zur Berliner Straße erweitert. Nach Planungen aus dem Jahr 1744 sollte ein prachtvolles Gotteshaus der französisch reformierten Kirche am Flinkenberg errichtet werden. Das Bauvorhaben wurde jedoch drei Jahre später als Berlischky-Pavillon an der heutigen Lindenallee realisiert.

### Lebenskreis, Landgrabenhain und Landgrabenpark
Flächen für die Pflanzung von Bäumen zu besonderen Anlässen stellt die Stadt seit 2011 den Bürgern zur Verfügung. Die erste war der „Schwedter Lebenskreis“  an der Lindenallee, gegenüber der Kreuzung Julian-Marchlewski-Ring, ab 2014 der „Schwedter Landgrabenhain“, an der Ecke Karl-Teichmann-Straße, Werner-Seelenbinder-Straße. Dort pflanzten der Bürgermeister Jürgen Polzehl und der Oberbürgermeister der Stadt Leverkusen, Reinhard Buchhorn, am 28. Oktober 2014 zwei Himalaya-Birken als Gedenkbäume für 25 Jahre Städtepartnerschaft und Mauerfall.
Seit 2023 steht der Landgrabenpark zwischen Oder-Center und Werner-Seelenbinder-Straße zur Verfügung.

## Wirtschaft und Verkehr

### Wirtschaft

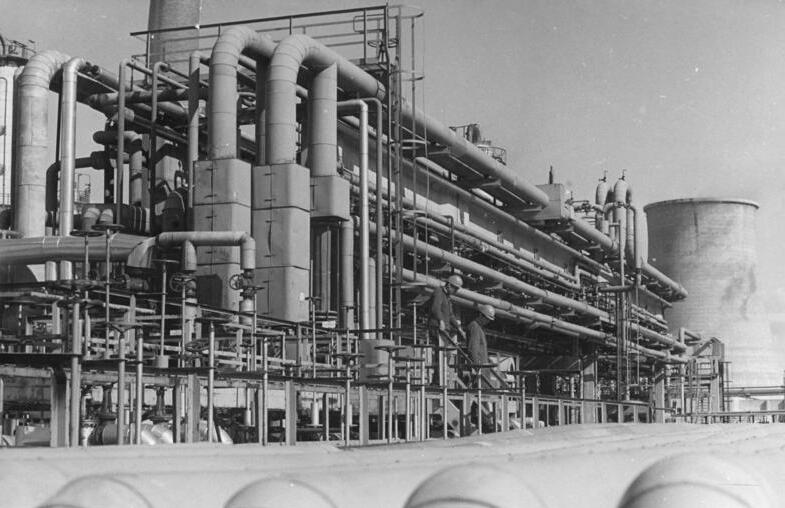
VEB Erdölverarbeitungswerk Schwedt 1970

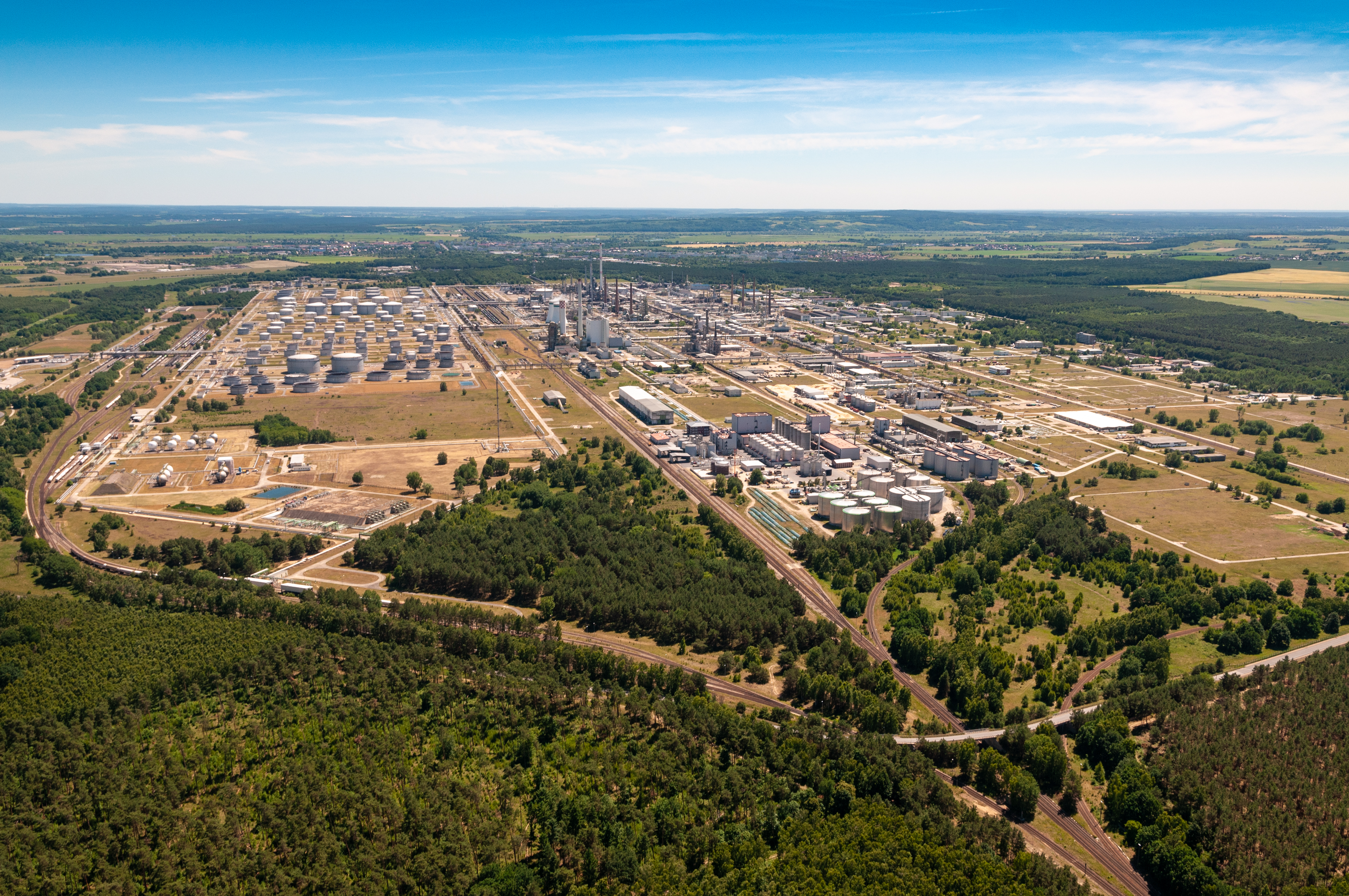
PCK 2018

Die Wirtschaft der Stadt wird dominiert von der PCK-Raffinerie, die etwa zehn Prozent der Erdölverarbeitungskapazitäten Deutschlands besitzt. Mit ihr verbunden ist die Mineralölverbundleitung Schwedt, die das über die Erdölleitung Freundschaft hier ankommende Erdöl aufnimmt und an die PCK-Raffinerie sowie die Total Raffinerie Mitteldeutschland in den Leunawerken weiterleitet.
Die VERBIO Ethanol Schwedt GmbH betreibt die europaweit erste Bioethanolanlage, die direkt auf dem Gelände einer Mineralölraffinerie liegt. Es wird aus Roggen Ethanol gewonnen und seit 2014 aus Stroh Biomethan produziert.

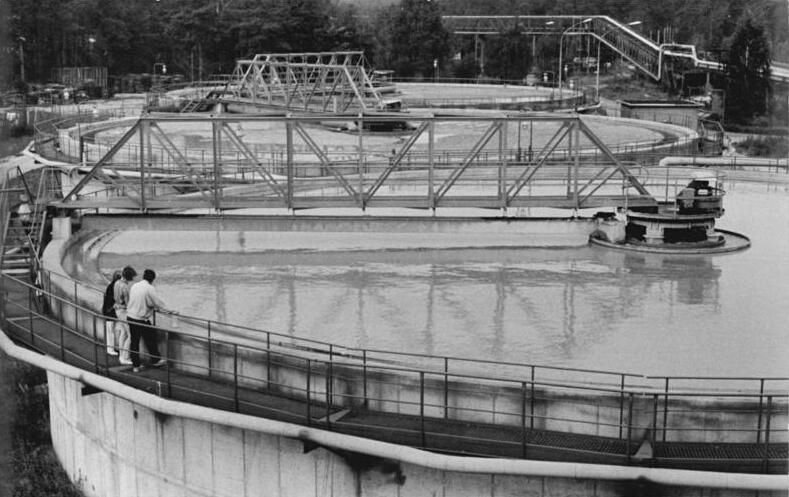
Kläranlage des Papierwerks Schwedt, 1987

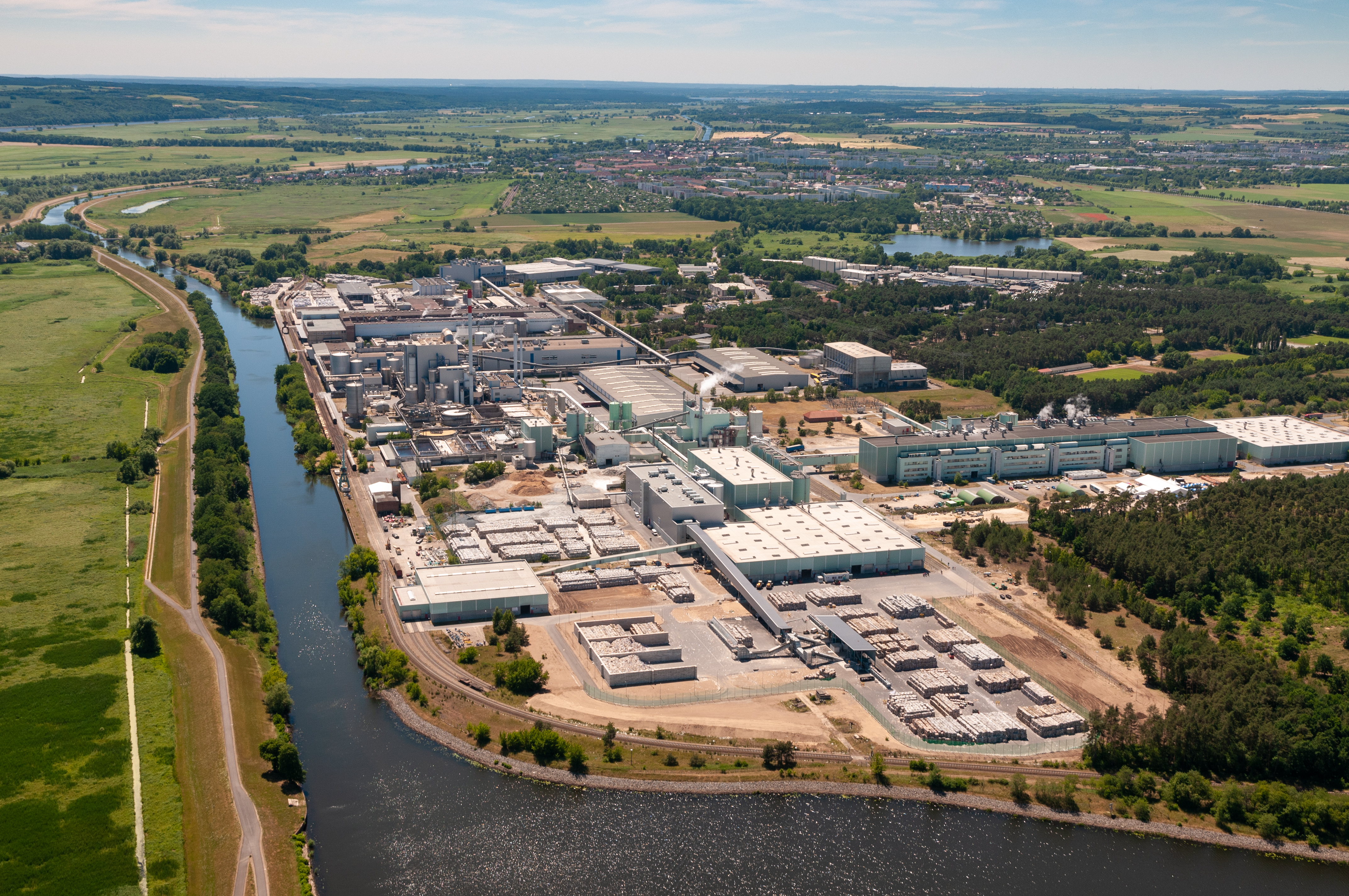
Papierfabrik 2018

Ein weiterer wichtiger Wirtschaftsfaktor ist die Papierindustrie mit dem Unternehmen LEIPA Group mit jährlich rund 1,5 Millionen Tonnen Altpapierverarbeitung und somit zweitgrößter Papierproduktionsstandort Deutschlands. Der Wirtschaftsstandort ist einer von 15 Regionalen Wachstumskernen im Land Brandenburg. Dadurch werden ausgewählte zukunftsorientierte Branchen gefördert.

### Verkehr

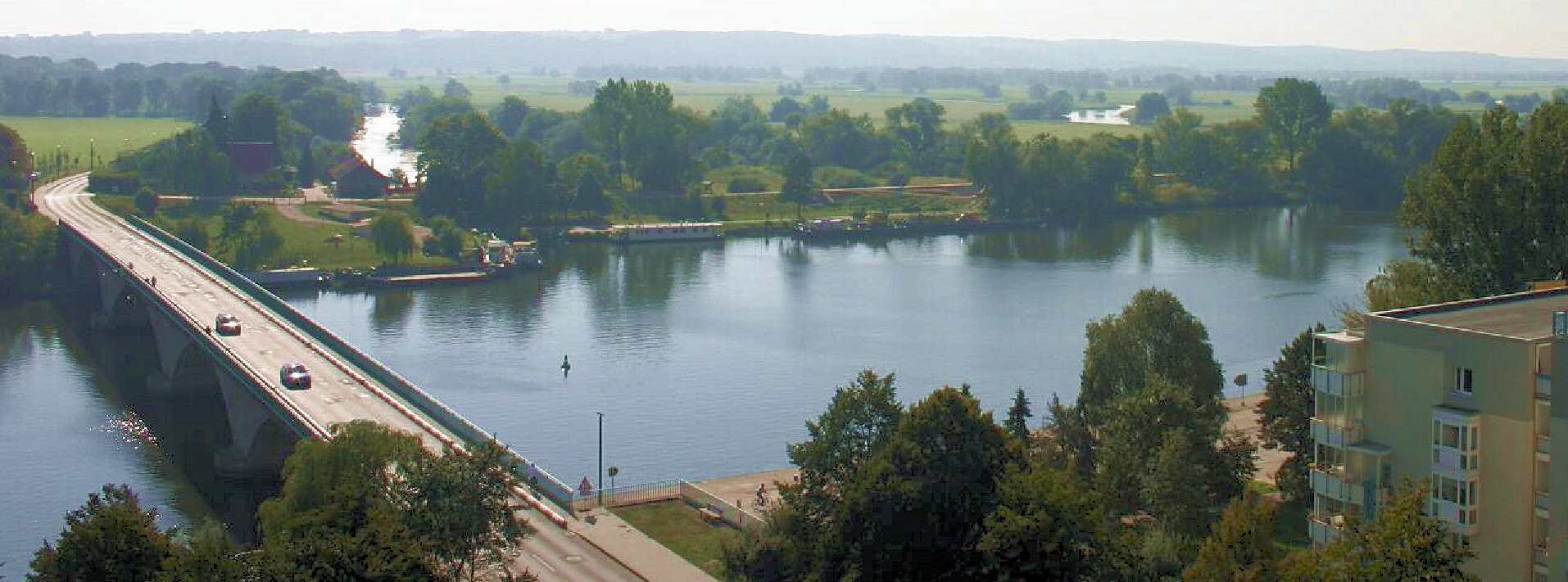
Schwedter Kanalbrücke

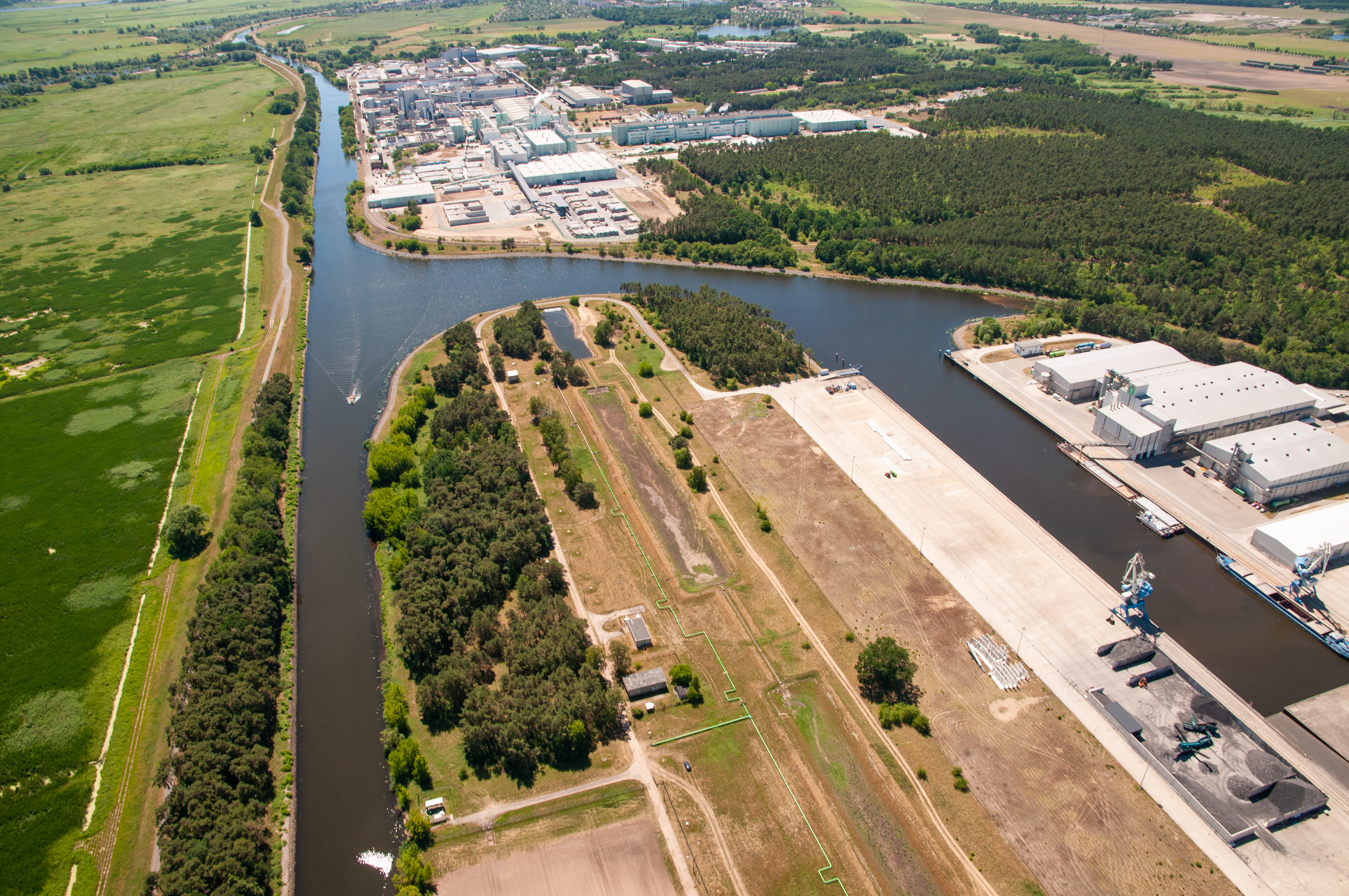
Hafen Schwedt

Der Bahnhof Schwedt (Oder) und der Haltepunkt Schwedt (Oder) Mitte an der Strecke Angermünde–Schwedt werden von der Regionalexpresslinie RE 3 Schwedt–Berlin–Lutherstadt Wittenberg und der Regionalbahnlinie RB 61 Schwedt–Angermünde bedient.
Der öffentliche Personennahverkehr wird unter anderem durch den PlusBus des Verkehrsverbund Berlin-Brandenburg erbracht. Folgende Verbindungen führen, betrieben von der Uckermärkische Verkehrsgesellschaft, ab Schwedt/Oder:
- Linie 403: Schwedt/Oder ↔ Passow ↔ Fredersdorf ↔ Gramzow ↔ Prenzlau
- Linie 468: Schwedt/Oder ↔ Zützen ↔ Criewen ↔ Flemsdorf ↔ Dobberzin ↔ Angermünde

In Schwedt kreuzen sich die Bundesstraßen B 2 zwischen Angermünde und Gartz (Oder) und B 166 zwischen Kreuz Uckermark und Grenzübergang Schwedt–Krajnik Dolny nach Polen.
Die PCK-Raffinerie ist über die Bahnstrecke Passow–Schwedt an die Strecke Berlin–Stettin angebunden.
Hafen Schwedt an der Hohensaaten-Friedrichsthaler Wasserstraße (Verbindung zu Oder und Havel)
Oder-Neiße-Radweg mit Verbindung nach Ahlbeck (Heringsdorf) bzw. Zittau
Uckermärkischer Radrundweg mit Verbindung nach Prenzlau, Templin und Angermünde

## Öffentliche Einrichtungen
- Asklepios Klinikum Uckermark (Schwerpunktversorgung)

### Staatliche Einrichtungen
- Amtsgericht Schwedt/Oder
- Bundeszentralamt für Steuern (BZSt), Dienstsitz Schwedt/Oder

### Bildungseinrichtungen
- Carl-Friedrich-Gauß-Gymnasium
- Dreiklang-Oberschule
- Gesamtschule „Talsand“ (mit gymnasialer Oberstufe)
- Grundschule „Bertolt Brecht“
- Astrid-Lindgren-Grundschule
- Erich-Kästner-Grundschule
- Grundschule „Am Waldrand“
- Musik- und Kunstschule „J. A. P. Schulz“
- Oberstufenzentrum Uckermark
- Allgemeine Förderschule „Am Schloßpark“
- Förderschule für Geistigbehinderte „Im Odertal“
- Volkshochschule Schwedt/Oder
- Evangelische Grundschule Schwedt

### Freizeit- und Sportanlagen
- Schwedter Schloßgarten
- Kino FilmforUM

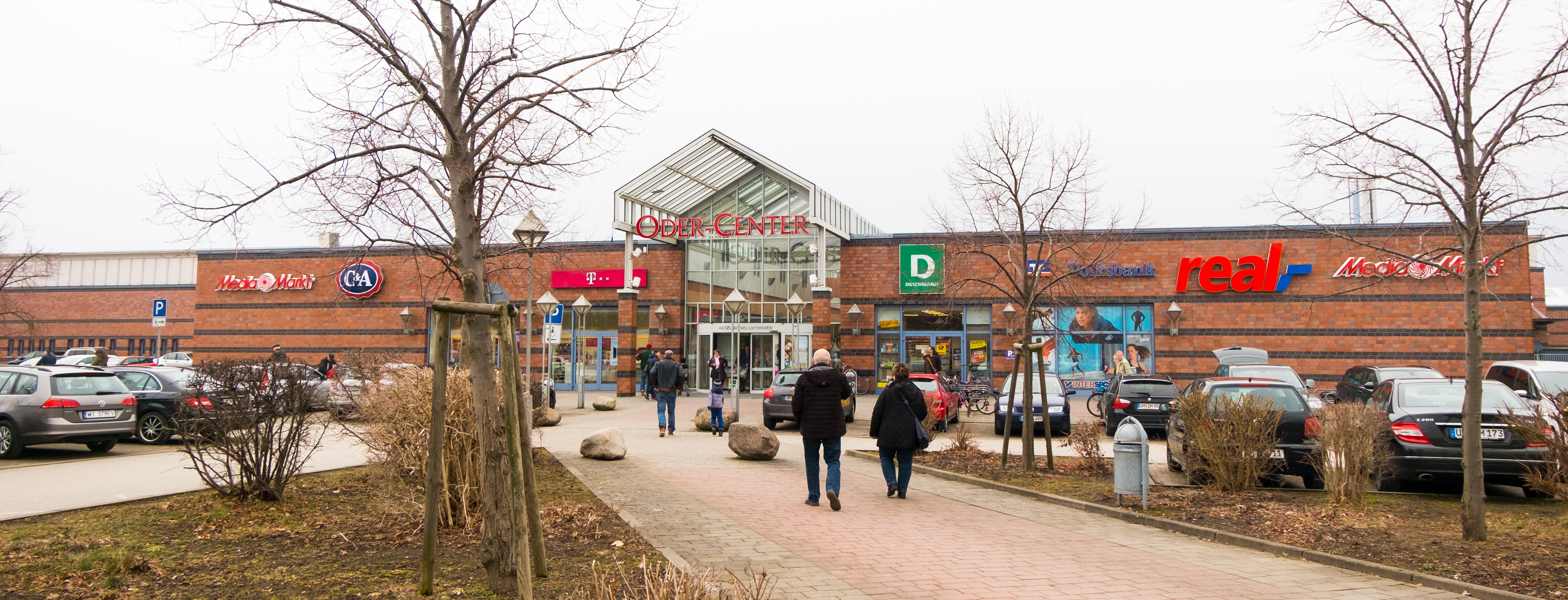
Das Odercenter in Schwedt/Oder

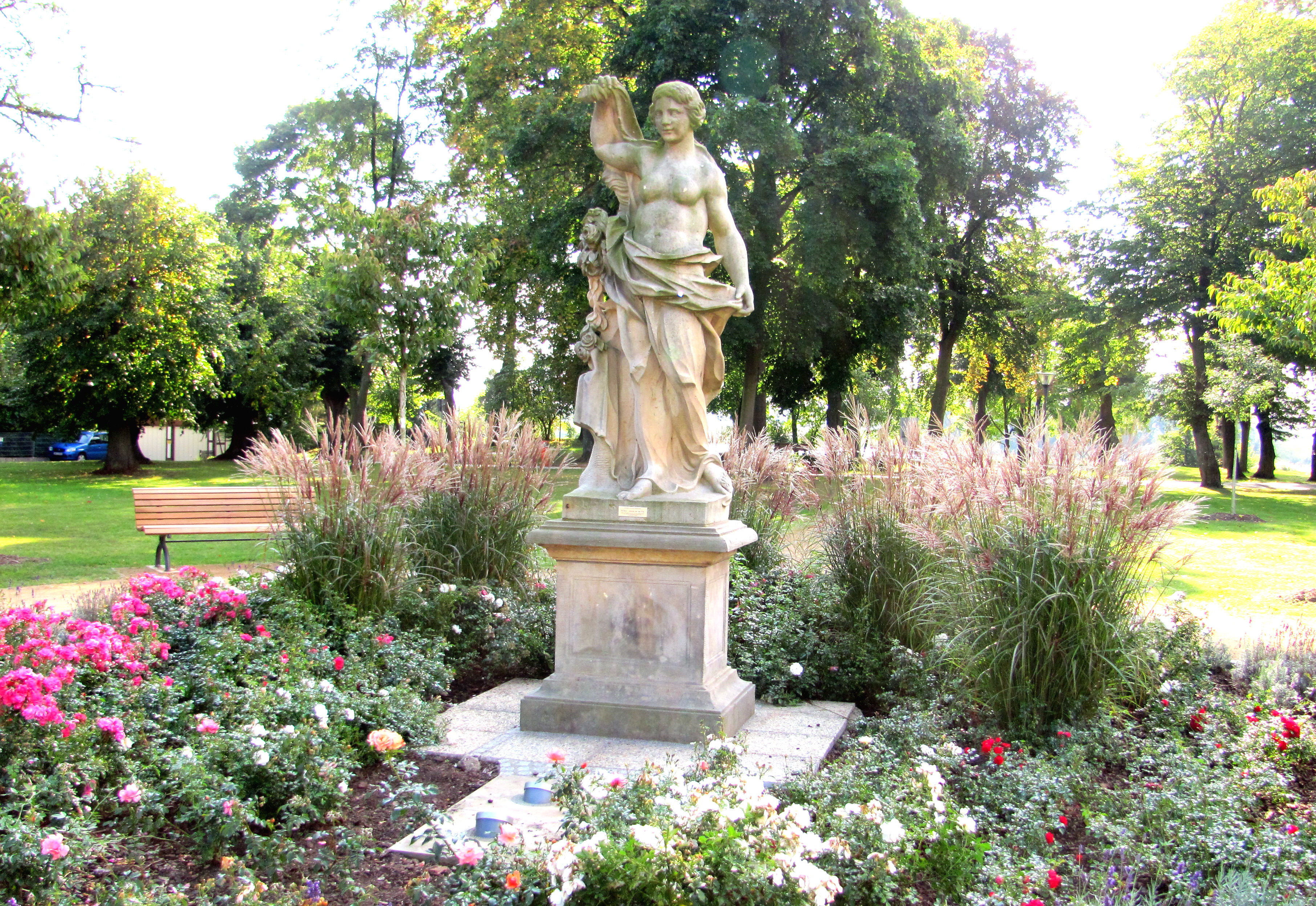
„Flora, Göttin der Blüte“ im Schloßgarten

- Freizeit- und Erlebnisbad (FEB) „AquariUM“
- Bowlingcenter
- Dirtbikepark
- Eisarena

## Persönlichkeiten

### Söhne und Töchter der Stadt
- Urban Pierius (1546–1616), evangelischer Theologe
- Friedrich Wilhelm (1700–1771), Markgraf von Brandenburg-Schwedt
- Heinrich Friedrich (1709–1788), Markgraf von Brandenburg-Schwedt, Prinz von Preußen
- Johann Gotthilf Albinus (1733–?), Kriegsrat in Glogau
- Wilhelm Heinrich Adolf von Kalckreuth (1735–1811), preußischer Generalleutnant
- Friederike Dorothea Sophia von Brandenburg-Schwedt (1736–1798), durch Heirat Herzogin von Württemberg
- Anna Elisabeth Luise von Brandenburg-Schwedt (1738–1820), durch Heirat Prinzessin von Preußen
- Georg Wilhelm Berlischky (1741–1805), Architekt
- Philippine von Brandenburg-Schwedt (1745–1800), durch Heirat Landgräfin von Hessen-Kassel
- Friederike Charlotte von Brandenburg-Schwedt (1745–1808), letzte Fürstäbtissin des Stifts Herford
- David Gilly (1748–1808), Baumeister
- Eugen von Württemberg (1758–1822), Herzog von Württemberg
- Friedrich August Leopold Löwe (1767–1839), Theaterdirektor
- Leopold Löwe (1777–1839), Theaterschauspieler, Sänger (Tenor), Komponist und Theaterdirektor
- Gebrüder Harlan (* um 1787), Erbauer der Tabakmanufaktur in Schwedt
- Ludwig Leopold Liebig (1801–1872), Gärtner und Pflanzenzüchter
- Albert Schulz (Pseudonym San-Marte; 1802–1893), Verwaltungsjurist und Schriftsteller
- Adolph Schroedter (1805–1875), Maler
- Leonhard von Blumenthal (1810–1900), Generalfeldmarschall
- Rudolf von Bitter der Ältere (1811–1880), Präsident der Seehandlung
- Karl Hermann Bitter (1813–1885), Staatsmann und Musikschriftsteller
- Maximilian von Philipsborn (1815–1885), Politiker und Diplomat
- Ludwig Jacobi (1816–1882), Reichstags- und Landtagsabgeordneter
- Karl von Schmidt (1817–1875), Kavalleriekommandeur
- Paul von Bojanowski (1834–1915), Journalist, Bibliothekar und Schriftsteller
- Friedrich August von Holstein (1837–1909), Diplomat
- Axel von Colmar (1840–1911), preußischer Beamter
- Fritz Dörge (1848–1928), Maler
- Konrad von Hausmann (1853–1923), General der Kavallerie
- Otto Julius Quehl (1857–1914), Arzt und Schriftsteller
- Joachim von Heydebreck (1861–1914), Oberstleutnant
- Paul von Hintze (1864–1941), Konteradmiral und Diplomat
- Max Dawison (1869–1953), Opernsänger
- Siegfried Schulz (1870–1942), Major, Führer des Freikorps Schulz
- Johann Fiehn (1875–1939), Regierungsbaumeister, Landrat und Polizeidirektor
- Fritz Conrad (1883–1944), Konteradmiral, Forschungsleiter
- Hela Peters (1885–1973), Malerin und Grafikerin
- Max Lemke (1895–1985), Generalmajor der Wehrmacht
- Heinz von Cleve (1897–1984), Schauspieler und Hörspielsprecher
- Horst Wendlandt (1922–2002), Filmproduzent
- Hans-Georg Kuhn (1924–2018), Politiker (CDU) und Mitglied der Hamburgischen Bürgerschaft
- Ulrich Müller (1929–2022), Verwaltungsjurist und Ministerialbeamter
- Hans-Joachim Weinhold (* 1929), Maschinenbauer und Politiker
- Gerhard Gottschalk (* 1935), Mikrobiologe
- Klaus C. Plönzke (* 1936), IT-Unternehmer
- Ingrid Dahn (* 1939), Bildhauerin und Malerin
- Heinz Schmidt-Bachem (1940–2011), Blindenpädagoge und Papierhistoriker
- Hagen Boßdorf (* 1964), Journalist
- Holger Boche (* 1966), Ingenieur und Mathematiker
- Frank Klawonn (* 1966), Ruderer, 1988 Olympiasieger im Vierer mit Steuermann
- Annett Müller (* 1968), Liedermacherin
- Heike Karge (* 1970), Historikerin
- Ralf Herbrich (* 1974), Informatiker und Manager
- Susann Neuenfeldt (* 1974), Theaterregisseurin
- Julia Brendler (* 1975), Schauspielerin
- Diana Golze (* 1975), Politikerin (Die Linke)
- Marko Werner (* 1976), Schauspieler
- Corinna Mühle (* 1980), Schauspielerin
- Péter Vida (* 1983), Politiker (BVB/Freie Wähler)
- Franziska Wulf (* 1984), Schauspielerin
- Benjamin Berger (* 1986), Schauspieler
- Rick Okon (* 1989), Schauspieler
- Manuel Elsherif (* 1991), Synchronsprecher, Schauspieler und Sprecherzieher

darunter Sportler
- Raimund Bethge (* 1947), Leichtathlet und Bobfahrer
- Jörg Hoffmann (* 1970), Schwimmer
- Thomas Rath (* 1970), Fußballspieler
- Grit Müller (* 1973), Schwimmerin
- Danilo Häußler (* 1975), Profiboxer
- Oliver Glöden (* 1978), Fußballspieler
- Turid Arndt (* 1981), Handballtorfrau
- Melanie Wolgast (* 1981), Florettfechterin
- Britta Steffen (* 1983), Schwimmerin
- Philipp Boy (* 1987), Kunstturner
- Caroline Hamann (* 1987), Fußballspielerin
- Julia Richter (* 1988), Ruderin
- Sebastian Brendel (* 1988), Kanute
- Pia Hildebrand (* 1991), Handballspielerin
- Jan Vandrey (* 1991), Kanute
- Denise Imoudu (* 1995), Volleyballspielerin
- Lisa Marie Schweizer (* 1995), Gewichtheberin, Europameisterin
- Sophie Dreblow (* 1998), Volleyballspielerin
- Sindy Lenz (* 1998), Volleyballspielerin
- Natalie Wilczek (* 2000), Volleyballspielerin

### Mit Schwedt verbundene Persönlichkeiten
- Otto Leopold Ehrenreich von Gloeden (1731–1801), preußischer Generalmajor, Kommandeur der Dragoner
- Johann Abraham Peter Schulz (1747–1800), Musiker und Komponist
- Herbert Brumm (Pseudonym Harry Bär) (1909–1985), Schriftsteller und Fotograf
- Axel Schulz (1937–2012), Bildhauer
- Rotraut Gille (* 1936), Ärztin und Naturschützerin
- Heidi Petzerling-Galle (1941–2016), Grafikerin, Malerin und Grafikdesignerin
- Claus Haensel (1942–2020), Maler, Grafiker, Bildhauer und Fotograf
- Hans-Joachim Mascheck (1924–2022), Physiker und Forscher in  der Luftfahrt der DDR